# Liste der Biografien/Chi
Liste der Biografien |
Portal Biografien |
Personensuche
# |
A |
B |
C |
D |
E |
F |
G |
H |
I |
J |
K |
L |
M |
N |
O |
P |
Q |
R |
S |
T |
U |
V |
W |
X |
Y |
Z |
?
 
Ca |
Cb |
Cc |
Ce |
Ch |
Ci |
Cj |
Ck |
Cl |
Cm |
Cn |
Co |
Cr |
Cs |
Ct |
Cu |
Cv |
Cw |
Cy |
Cz
 
Cha |
Chb |
Che |
Chh |
Chi |
Chk |
Chl |
Chm |
Chn |
Cho |
Chr |
Cht |
Chu |
Chv |
Chw |
Chy
Die Liste der Biografien führt alle Personen auf, die in der deutschsprachigen Wikipedia einen Artikel haben. Dieses ist eine Teilliste mit 1063 Einträgen von Personen, deren Namen mit den Buchstaben „Chi“ beginnt.

## Chi
- Chi Chunxue (* 1998), chinesische Skilangläuferin
- Chi Shu-ju (* 1982), taiwanische Taekwondoin
- Chi, Chao-Li (1927–2010), US-amerikanischer Schauspieler chinesischer Herkunft
- Chi, Cheng (* 1944), taiwanische Leichtathletin und Politikerin
- Chi, Gaspar Antonio (1531–1610), Maya-Chronist
- Chi, Haotian (* 1929), chinesischer Politiker und General, Verteidigungsminister der Volksrepublik China
- Chi, In-jin (* 1973), südkoreanischer Boxer
- Chi, Jimmy (1948–2017), australischer Autor, Komponist, Musiker vom Volk der Aborigine
- Chi, Michelene (* 1950), US-amerikanische Erziehungs- und Kognitionswissenschaftlerin
- Chi, Pang-yuan (1924–2024), taiwanische Schriftstellerin und Hochschuldozentin
- Chi, Rong (* 1976), chinesische Volleyball- und Beachvolleyballspielerin
- Chi, Sim, legendärer Älteren der Shaolin

### Chia
- Chia, Aaron (* 1997), malaysischer Badmintonspieler
- Chia, Boon Leong (1925–2022), singapurischer Fußballspieler
- Chia, Mantak (* 1944), thailändischer Tao-Lehrer
- Chia, Nicholas (1938–2024), chinesischer Geistlicher, römisch-katholischer Erzbischof von Singapur
- Chia, Robert (* 1949), chinesisch-englischer Hochschullehrer
- Chia, Sandro (* 1946), italienischer Maler der Transavantgarde
- Chiabotto, Cristina (* 1986), italienische Fernsehmoderatorin und Model
- Chiabrano, Carlo (1723–1754), italienischer Violinist und Komponist der Vorklassik
- Chiabrano, Francesco (* 1719), italienischer Violinist und Komponist
- Chiabrera, Gabriello (1552–1638), italienischer Dichter
- Chiacchia, Darren (* 1964), US-amerikanischer Reiter
- Chiacchiarini, Mariano (* 1982), argentinischer DirigentMariano Chiacchiarini (* 1982)

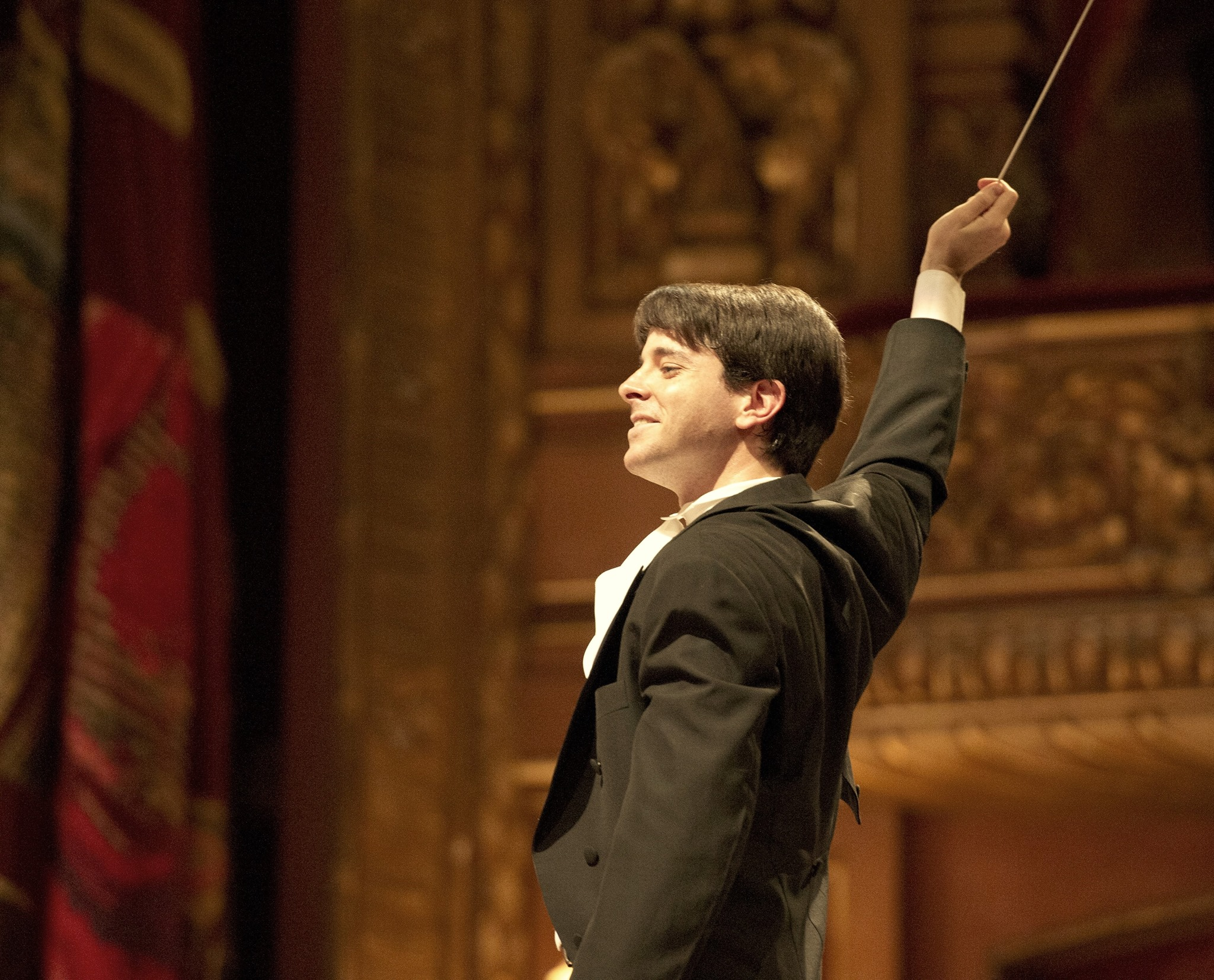
Mariano Chiacchiarini (* 1982)

- Chiacchio, Matías (* 1988), argentinischer Fußballspieler und -trainer
- Chiacchio, Umberto (1930–2001), italienischer Politiker
- Chiacig, Roberto (* 1974), italienischer Basketballspieler
- Chiacu, Hristu (* 1986), rumänischer Fußballspieler
- Chiado, António Ribeiro († 1591), portugiesischer Franziskaner, Dramatiker und Dichter der Renaissance
- Chiakha, Amin (* 2006), algerisch-dänischer Fußballspieler
- Chiaki, Minoru (1917–1999), japanischer Schauspieler
- Chiaki, Takanori (* 1987), japanischer Fußballspieler
- Chialiva, Luigi (1841–1914), schweizerischer Tiermaler
- Chialo, Joe (* 1970), deutscher Politiker (CDU) und MusikmanagerJoe Chialo (* 1970)

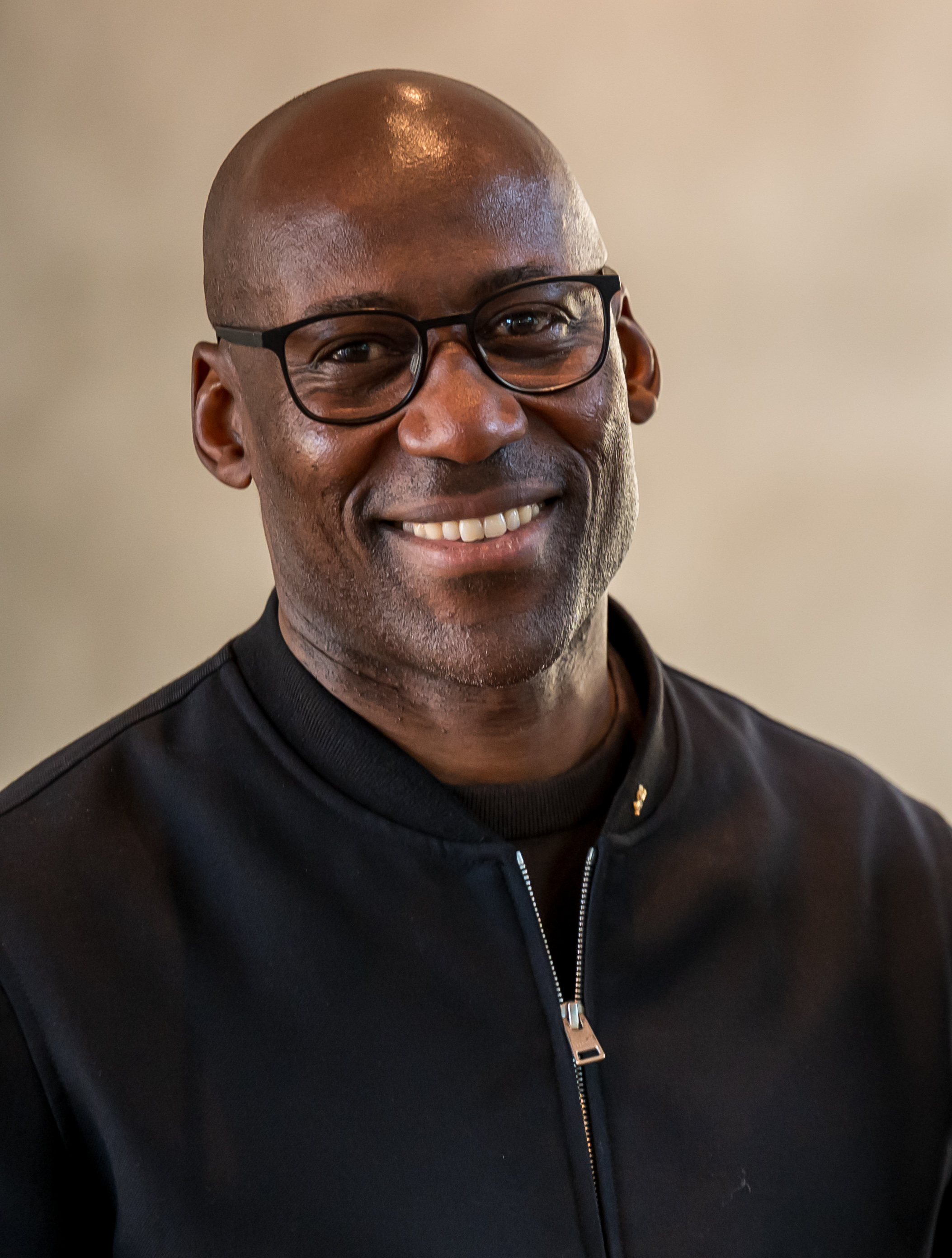
Joe Chialo (* 1970)

- Chiam, Desmond (* 1987), australischer Schauspieler
- Chiam, See Tong (* 1935), singapurischer Politiker
- Chiambretti, Piero (* 1956), italienischer Fernsehregisseur
- Chiamparino, Sergio (* 1948), italienischer Politiker (Partito Democratico)
- Chianese, Biagio (* 1961), italienischer Boxer
- Chianese, Dominic (* 1931), US-amerikanischer Schauspieler
- Chianetta, Benedetto Maria Salvatore (1937–2023), italienischer Ordensgeistlicher, Abt von Santissima Trinità di Cava de’ Tirreni
- Chiang Fang-liang (1916–2004), taiwanische Frau von Präsident Chiang Ching-kuo und First Lady der Republik China auf Taiwan
- Chiang Peng-Lung (* 1976), taiwanischer Tischtennisspieler
- Chiang Wei-kuo (1916–1997), taiwanischer Sohn des national-chinesischen Präsidenten Chiang Kai-shek und Adoptivbruder des späteren Präsidenten Chiang Ching-kuo
- Chiang Yung-Ning († 1968), chinesischer Tischtennisspieler
- Chiang, Ching-kuo (1910–1988), nationalchinesischer Politiker (Kuomintang)
- Chiang, Ching-yuan (* 2006), taiwanische Leichtathletin
- Chiang, Chung-hou, Badmintonspieler aus Chinesisch Taipeh
- Chiang, David (* 1947), chinesischer Schauspieler
- Chiang, Doug (* 1962), US-amerikanischer Spezialeffektkünstler
- Chiang, Grace (1906–2012), ungarisch-US-amerikanische Filmschauspielerin
- Chiang, Hung-chieh (* 1989), taiwanischer Tischtennisspieler
- Chiang, Johnny (* 1972), taiwanischer Politiker
- Chiang, Kai-hsin (* 1990), taiwanische Badmintonspielerin
- Chiang, Kai-shek (1887–1975), chinesischer Politiker, Präsident der Republik ChinaChiang Kai-shek (1887–1975)

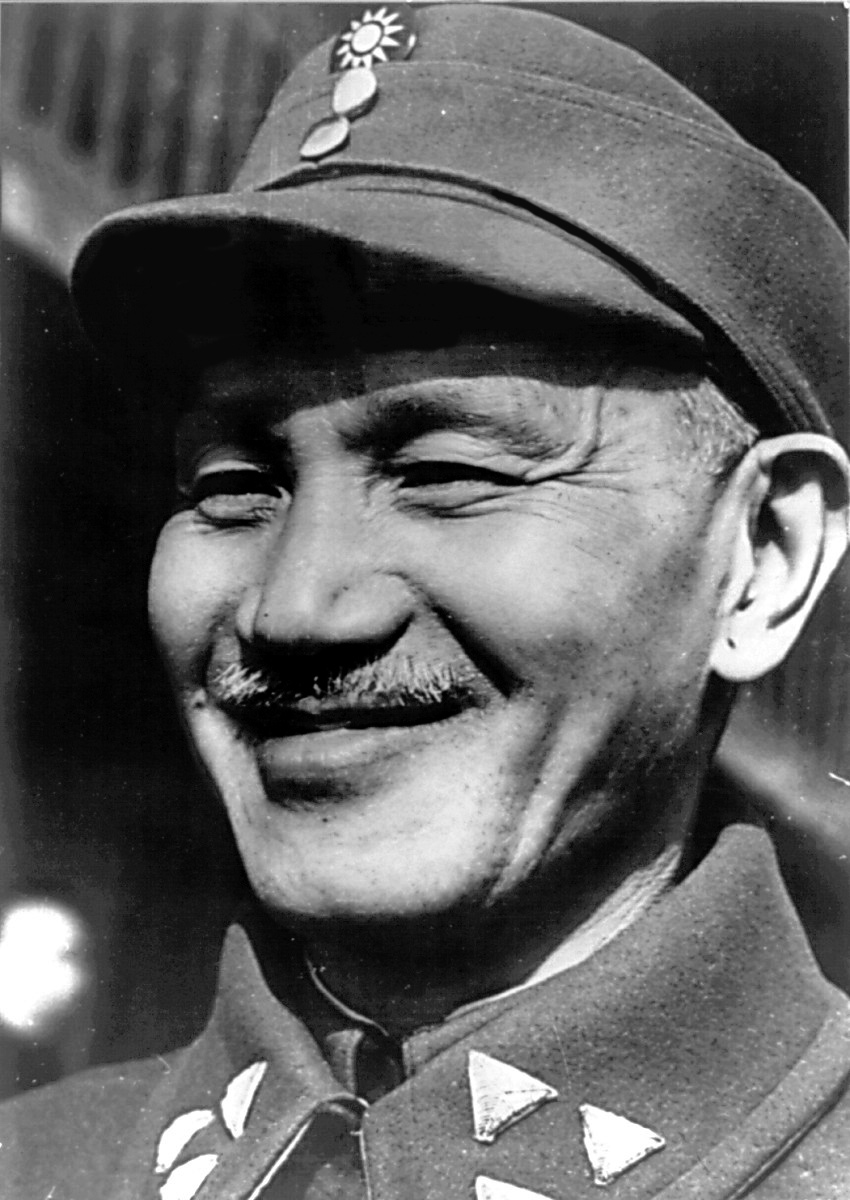
Chiang Kai-shek (1887–1975)

- Chiang, Mei-hui (* 1992), taiwanische Badmintonspielerin
- Chiang, Pei-hsin (* 1989), taiwanische Badmintonspielerin
- Chiang, Peng-chien (1940–2000), taiwanischer Politiker
- Chiang, S. Leo, taiwanesich-US-amerikanischer Dokumentarfilmer, Filmproduzent und Kameramann
- Chiang, Tai-Chang, taiwanischer Physiker
- Chiang, Ted (* 1967), US-amerikanischer Schriftsteller und Science-Fiction-AutorTed Chiang (* 1967)

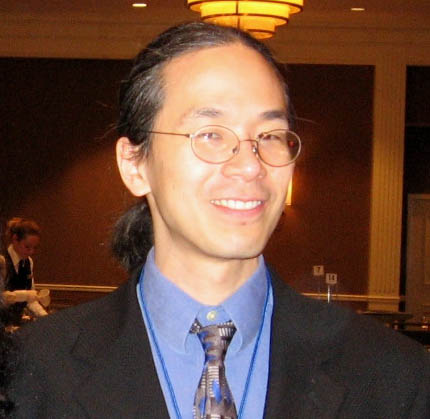
Ted Chiang (* 1967)

- Chiang, Wai Hung (* 1976), hongkong-chinesischer Sprinter
- Chiang, Wan-an (* 1978), taiwanischer Politiker
- Chiang, Yuki Kristina (* 1995), US-amerikanische Tennisspielerin
- Chiangtha, Teeranun (* 1972), thailändischer Badmintonspieler
- Chianis, Tonya, Bauchtänzerin
- Chiantoni, Giannina (1881–1972), italienische Schauspielerin
- Chiantoni, Renato (1906–1979), italienischer Schauspieler
- Chiao, Leroy (* 1960), US-amerikanischer Astronaut
- Chiao, Raymond (* 1940), US-amerikanischer Physiker
- Chiao, Roy (1927–1999), chinesischer Schauspieler
- Chiapas, Jehu (* 1985), mexikanischer Fußballspieler
- Chiapello, Ève (* 1965), französische Wirtschaftswissenschaftlerin und Autorin
- Chiapolino, Stefano (* 1985), italienischer Skispringer
- Chiappa, Imelda (* 1966), italienische Radrennfahrerin
- Chiappa, Roberto (* 1973), italienischer Bahnradsportler
- Chiappano, Carlo (1941–1982), italienischer Radrennfahrer
- Chiappara, Luis (* 1890), uruguayischer Fußballspieler
- Chiapparro, Luis (* 1966), uruguayischer Segler
- Chiappe, Fiorella (* 1996), argentinische Hürdenläuferin
- Chiappe, Jean-François (1931–2001), französischer Historiker und Publizist
- Chiappe, Luis M. (* 1962), argentinischer Paläontologe
- Chiappella, Giuseppe (1924–2009), italienischer Fußballspieler und -trainer
- Chiappelli, Fredi (1921–1990), italienischer Philologe, Historiker und Renaissanceforscher
- Chiappero, Pier Giorgio (1910–1963), italienischer römisch-katholischer Ordensgeistlicher und Weihbischof im Lateinischen Patriarchat von Jerusalem
- Chiappetta, Carmine (* 2003), Schweizer Fussballspieler
- Chiappinelli, Yohanes (* 1997), italienischer Leichtathlet äthiopischer Herkunft
- Chiappini, Azzolino (* 1940), Schweizer Theologe und römisch-katholischer Kirchenrechtler sowie Hochschullehrer
- Chiappini, Barbara (* 1974), italienisches Fotomodell und Schauspielerin
- Chiappini, Pietro (1915–1988), italienischer Radrennfahrer
- Chiàppori, Alfredo (1943–2022), italienischer Comiczeichner und Illustrator
- Chiappori, Pierre-André (* 1955), monegassischer Ökonom und Hochschullehrer
- Chiappucci, Claudio (* 1963), italienischer RadrennfahrerClaudio Chiappucci (* 1963)

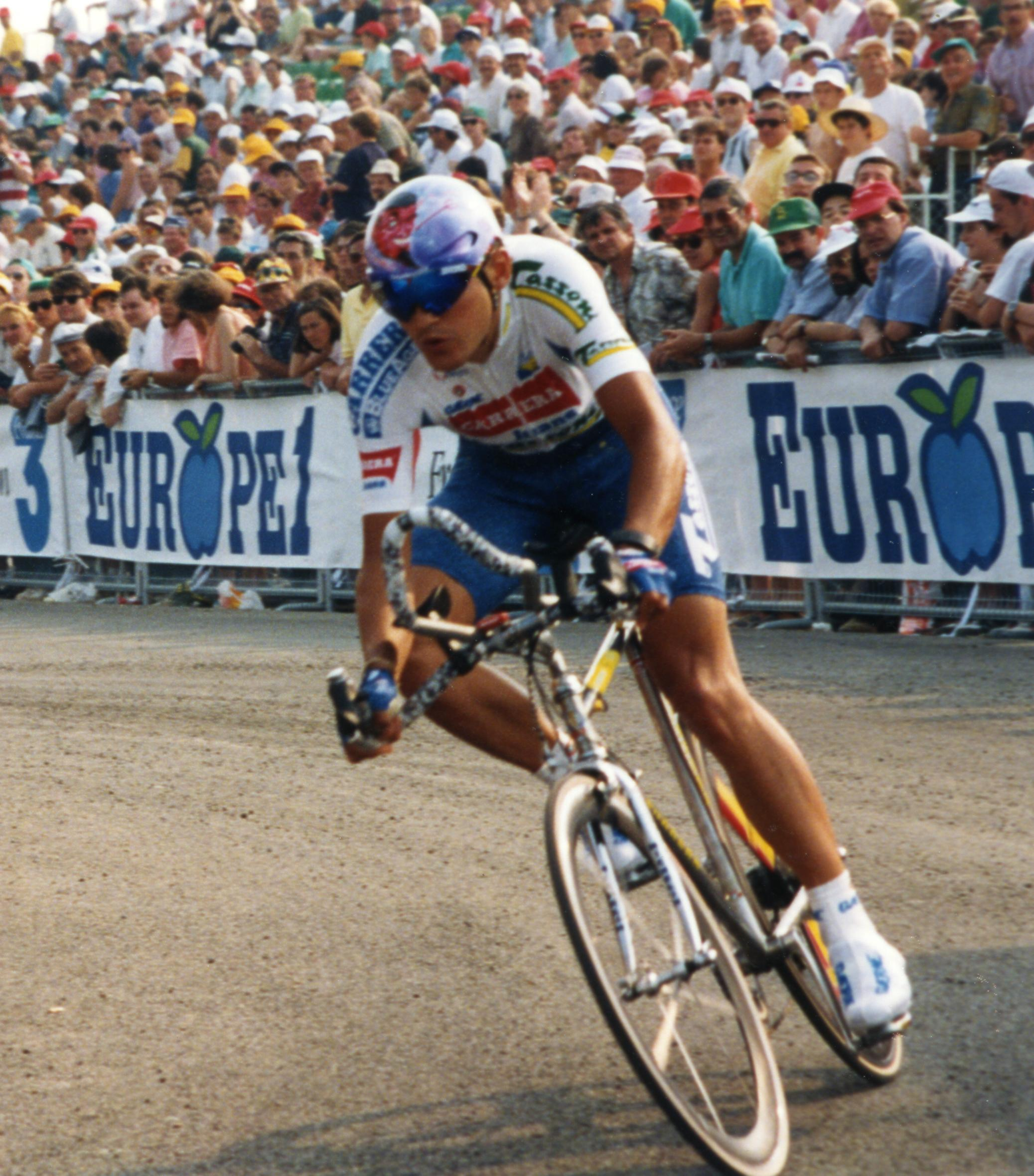
Claudio Chiappucci (* 1963)

- Chiara, Ciro de (* 1967), deutscher Schauspieler
- Chiara, Maria (* 1939), italienische Opernsängerin (Sopran)
- Chiara, Nico (* 1993), deutscher Musikproduzent
- Chiara, Piero (1913–1986), italienischer Schriftsteller
- Chiarabini, Andrea (* 1995), italienischer Wasserspringer
- Chiaradonna, Riccardo (* 1970), italienischer Philosophiehistoriker
- Chiaramella, Francesco de Gandino, italienischer Architekt
- Chiaramello, Domenico (1897–1986), italienischer Politiker (Partito Socialista Italiano)
- Chiaraviglio, Germán (* 1987), argentinischer Stabhochspringer
- Chiaraviglio, Valeria (* 1989), argentinische Stabhochspringerin
- Chiarelli, Bernard (1934–2024), französischer Fußballspieler
- Chiarelli, Gina, kanadische Schauspielerin
- Chiarelli, Peter (* 1964), kanadischer Eishockeyspieler und -funktionär
- Chiarelli, Peter W. (* 1950), US-amerikanischer General
- Chiaretti, Giuseppe (1933–2021), italienischer Geistlicher, römisch-katholischer Erzbischof von Perugia-Città della Pieve
- Chiari Remón, Roberto Francisco (1905–1981), 31. Präsident von Panama
- Chiari, Bernhard (* 1965), deutscher Historiker
- Chiari, Hans (1851–1916), österreichischer Pathologe und Hochschullehrer
- Chiari, Hermann (1897–1969), österreichischer Pathologe
- Chiari, Johann Baptist (1817–1854), österreichischer Gynäkologe
- Chiari, Mario (1909–1989), italienischer Ausstatter und Filmregisseur
- Chiari, Ottokar von (1853–1918), österreichischer Laryngologe
- Chiari, Pietro (1712–1785), italienischer Dichter
- Chiari, Rodolfo (1869–1937), zweimaliger Premierminister und der 13. Staatspräsident von Panama
- Chiari, Walter (1924–1991), italienischer SchauspielerWalter Chiari (1924–1991)

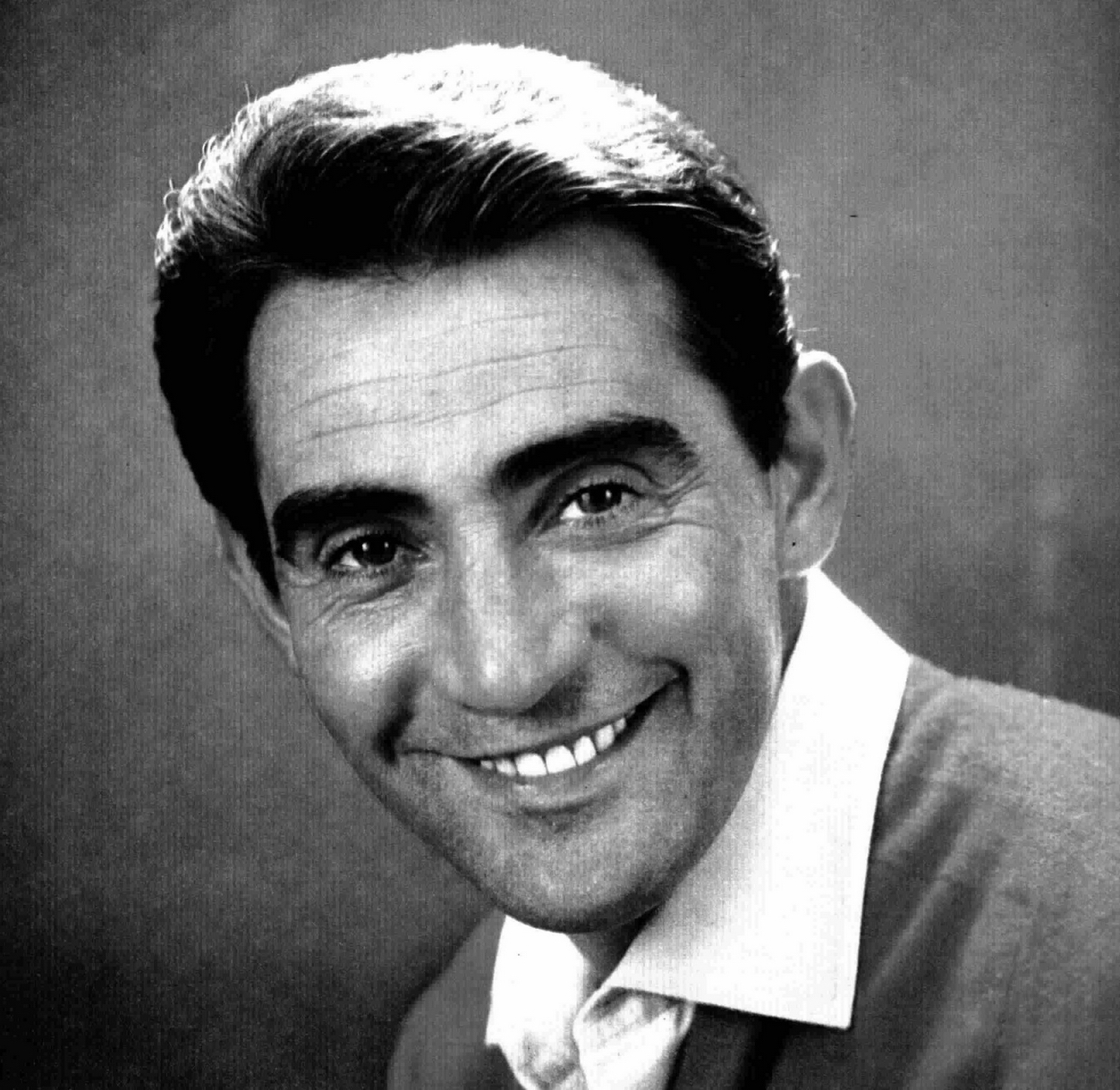
Walter Chiari (1924–1991)

- Chiariglione, Leonardo (* 1943), italienischer Informatiker
- Chiarinelli, Lorenzo (1935–2020), italienischer Geistlicher und römisch-katholischer Bischof von Viterbo
- Chiarini, Gianfranco (* 1966), italienischer Koch
- Chiarini, Giuseppe (1833–1908), italienischer Romanist, Italianist und Literaturkritiker
- Chiarini, Luigi (1789–1832), italienischer römisch-katholischer Priester, Altphilologe und Übersetzer
- Chiarini, Luigi (1900–1975), italienischer Drehbuchautor, Filmregisseur und Filmkritiker
- Chiarini, Paolo (1931–2012), italienischer Germanist, Literaturwissenschaftler und Übersetzer
- Chiarini, Pietro, italienischer Komponist
- Chiarini, Riccardo (* 1984), italienischer Radrennfahrer
- Chiarino, Juan Vicente (1901–1989), uruguayischer Politiker
- Chiarlo, Carlo (1881–1964), italienischer Kardinal der römisch-katholischen Kirche
- Chiaro, Delia (* 1953), britische Sprach- und Übersetzungswissenschaftlerin
- Chiarodia, Fabio (* 2005), italienisch-deutscher Fußballspieler
- Chiarot, Ben (* 1991), kanadischer Eishockeyspieler
- Chiarugi, Luciano (* 1947), italienischer Fußballspieler und -trainer
- Chiarugi, Vincenzo (1759–1820), italienischer Arzt
- Chiaruzzi, Mauro (* 1952), san-marinesischer Politiker
- Chiaruzzi, Nicola (* 1987), san-marinesischer Fußballspieler
- Chiasera, Paolo (* 1978), italienischer Installationskünstler
- Chiasson, Alex (* 1990), kanadischer Eishockeyspieler
- Chiasson, Donat (1930–2003), kanadischer Geistlicher, römisch-katholischer Erzbischof von Moncton
- Chiasson, Herménégilde (* 1946), kanadischer Künstler, Vizegouverneur von New Brunswick (2003–2009)
- Chiasson, Steve (1967–1999), kanadischer Eishockeyspieler
- Chiasson, Warren (* 1934), kanadischer Jazz-Vibraphonist
- Chiatti, Laura (* 1982), italienische Schauspielerin und Sängerin
- Chiattone, Antonio (1856–1904), Schweizer Bildhauer
- Chiattone, Giuseppe (1863–1954), Schweizer Bildhauer
- Chiau, Wen-Yan (* 1953), taiwanischer Politiker
- Chiavacci, Giorgio (1899–1969), italienischer Florettfechter
- Chiavacci, Vinzenz (1847–1916), österreichischer Schriftsteller
- Chiavari, Gian Luca (* 1935), italienischer Rezeptor des Gemeinsamen Schatzamtes des Malteserordens
- Chiavenna, Paolo, italienischer Astronom
- Chiaveri, Gaetano (1689–1770), italienischer Baumeister und Architekt
- Chiavi, Ermanno (* 1956), Schweizer Gitarrenbauer
- Chiazzese, Lauro (1903–1957), italienischer Rechtswissenschaftler

### Chib
- Chiba, Akio (1943–1984), japanischer Manga-Zeichner
- Chiba, Asami (* 1985), japanische Sprinterin
- Chiba, Hayato (* 1982), japanischer Mathematiker
- Chiba, Kanta (* 2003), japanischer Fußballspieler
- Chiba, Kaoru (1928–2008), japanischer Hornist
- Chiba, Katsutoshi (* 1971), japanischer Skispringer
- Chiba, Kazuhiko (* 1985), japanischer Fußballspieler
- Chiba, Kazuo (1940–2015), japanischer Aikido-Lehrer
- Chiba, Keiko (* 1948), japanische Politikerin
- Chiba, Kozue, japanische Mangaka
- Chiba, Masako (* 1976), japanische Langstreckenläuferin
- Chiba, Mone (* 2005), japanische Eiskunstläuferin
- Chiba, Naoki (* 1977), japanischer Fußballspieler
- Chiba, Osamu (* 1968), japanischer Fußballspieler
- Chiba, Remina (* 1999), japanische Fußballspielerin
- Chiba, Shin’ya (* 1983), japanischer Fußballspieler
- Chiba, Shūsaku (1793–1856), japanischer Samurai
- Chiba, Sonny (1939–2021), japanischer SchauspielerSonny Chiba (1939–2021)

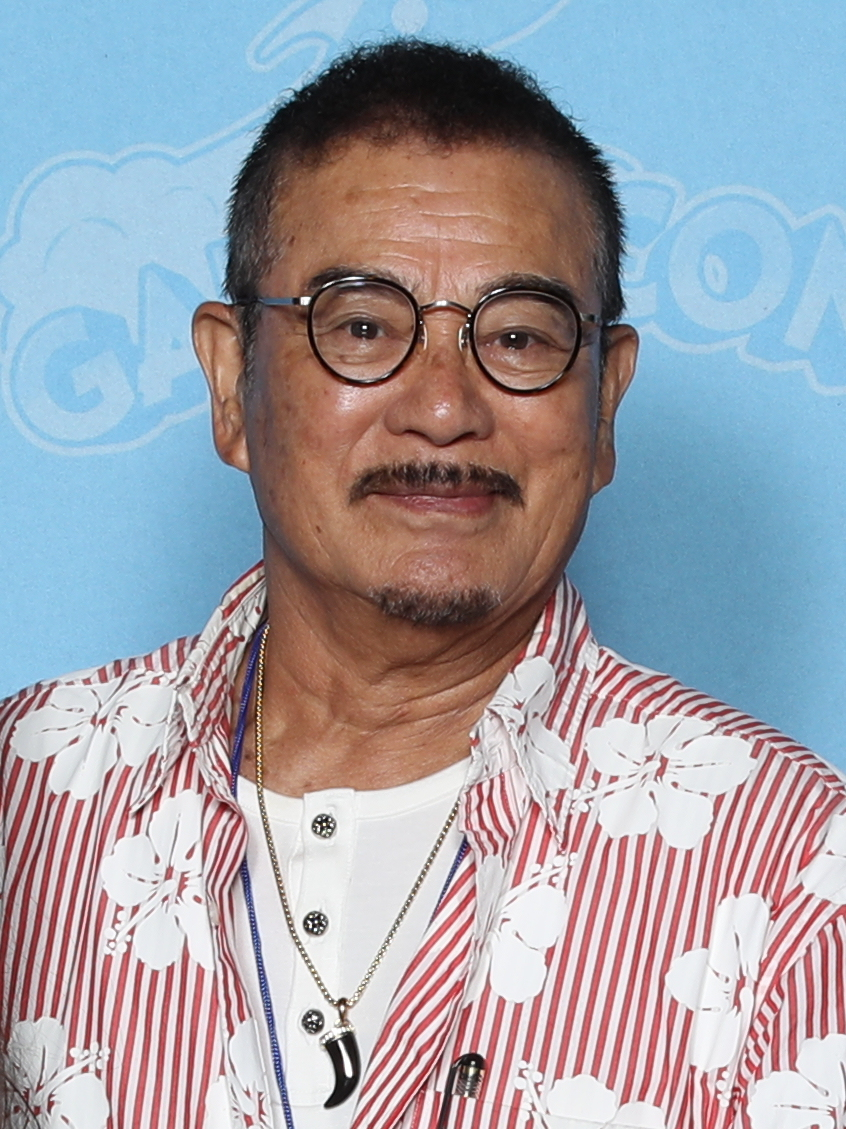
Sonny Chiba (1939–2021)

- Chiba, Sonoko (* 1993), japanische Fußballspielerin
- Chiba, Takahito (* 1984), japanischer Fußballspieler
- Chiba, Yasunobu (* 1971), japanischer Fußballspieler
- Chibambo, Rose (1928–2016), malawische Unabhängigkeitsaktivistin und Politikerin
- Chibana, Chōshin (1885–1969), japanischer Karatemeister (Okinawa)
- Chibanda, Dixon, Psychiater
- Chibane, Ahmed (1917–1984), algerischer Radrennfahrer
- Chibane, Belkacem (* 1945), algerischer Radrennfahrer
- Chibane, Norman (* 1999), botswanischer Leichtathlet
- Chibanga, Ricardo († 2019), mosambikanischer Stierkämpfer
- Chibás, Eduardo (1907–1951), kubanischer Politiker, Gründer der Orthodoxen Partei
- Chibás, Marcela (* 1951), kubanische Sprinterin
- Chibber, Vivek (* 1965), US-amerikanischer Soziologe
- Chibhabha, Chamunorwa (* 1986), simbabwischer Cricketspieler
- Chibi, Mohamed (* 1993), marokkanischer Fußballspieler
- Chibnall, Albert (1894–1988), britischer Biochemiker
- Chibnall, Chris (* 1970), britischer Drehbuchautor
- Chibnall, Marjorie (1915–2012), englische Mediävistin
- Chiboust, Noël (1909–1994), französischer Jazzmusiker und Bandleader
- Chibozo, Angel (* 2003), beninischer Fußballspieler
- Chibsah, Raman (* 1993), ghanaischer Fußballspieler
- Chibsah, Yussif (* 1983), ghanaischer Fußballspieler
- Chibu, Kazuki (* 1995), japanischer Fußballspieler
- Chibuike, John (* 1988), nigerianischer Fußballspieler

### Chic
- Chica Arellano, Fernando (* 1963), spanischer Priester, Diplomat des Heiligen Stuhls
- Chica, Francisco Javier (* 1985), spanischer Fußballspieler
- Chicago (* 1951), US-amerikanischer Psytrance-Artist
- Chicago Beau (* 1949), amerikanischer Bluesmusiker und Autor
- Chicago, Judy (* 1939), US-amerikanische feministische Künstlerin und Autorin
- Chicaje, Liz, peruanische Naturschützerin
- Chicane, britischer Musiker und Musikproduzent
- Chicaro, Anacleto (1816–1893), italienischer Ordensgeistlicher und römisch-katholischer Apostolischer Vikar von Ägypten
- Chicca, Pierluigi (1937–2017), italienischer Säbelfechter
- Chicchi, Francesco (* 1980), italienischer Radrennfahrer
- Chicco, Adriano (1907–1990), italienischer Schachkomponist und Schachhistoriker
- Chicharito (* 1988), mexikanischer FußballspielerChicharito (* 1988)

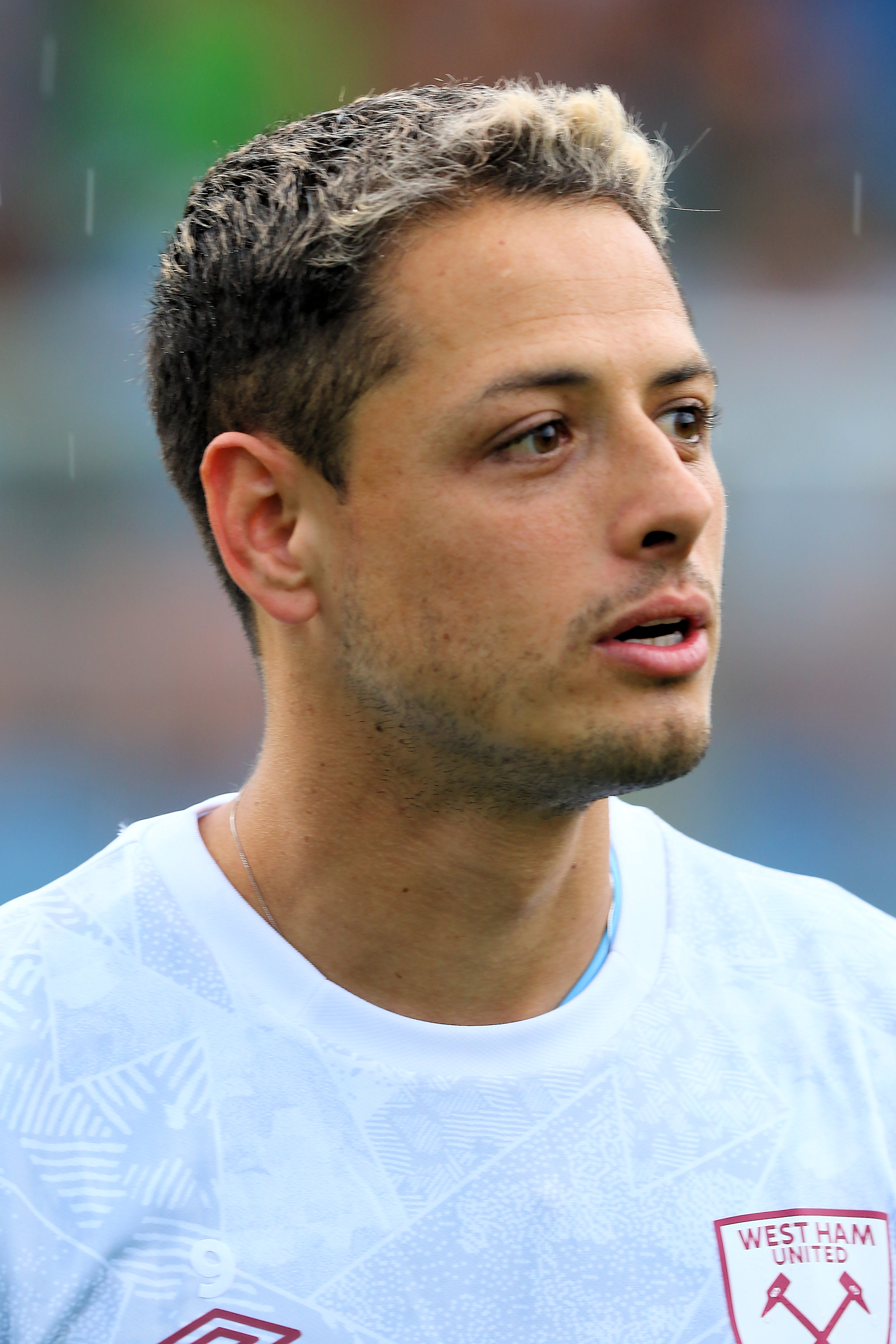
Chicharito (* 1988)

- Chicharro y Agüera, Eduardo (1873–1949), spanischer Maler
- Chiche, Guillaume (* 1986), französischer Politiker
- Chicheley, Henry († 1683), britisch-amerikanischer Politiker
- Chicherio, Fulgenzio (1827–1907), Schweizer Jurist und Offizier der Schweizer Armee
- Chicherio-Sereni, Alfonso (1859–1918), Schweizer Bankier und Politiker
- Chicherit, Guerlain (* 1978), französischer Extremski- und Rallyefahrer
- Chichester, Arthur 1. Baron Chichester (1563–1625), englischer Seefahrer und Administrator in Irland
- Chichester, Arthur, 3. Baronet († 1718), britischer Politiker, Mitglied des House of Commons
- Chichester, Arthur, 7. Baronet (1790–1842), britischer Adliger
- Chichester, Arthur, 8. Baronet (1822–1898), britischer Adliger
- Chichester, Bruce (1842–1881), britischer Adliger
- Chichester, Dermot, 7. Marquess of Donegall (1916–2007), irischer Peer, Soldat und Großgrundbesitzer
- Chichester, Edward, 9. Baronet (1849–1906), britischer Adliger und Admiral
- Chichester, Francis (1901–1972), britischer Weltumsegler und Luftfahrer
- Chichester, Giles (* 1946), britischer Politiker (Conservative Party), MdEP
- Chichester, John († 1568), englischer Politiker
- Chichester, John (1598–1669), englischer Politiker, Mitglied des House of Commons
- Chichester, John (1769–1823), britischer Offizier und Großgrundbesitzer
- Chichester, John, 1. Baronet (1623–1667), englischer Politiker, Mitglied des House of Commons
- Chichester, John, 1. Baronet (1794–1851), britischer Adliger und Politiker
- Chichester, John, 4. Baronet († 1740), britischer Politiker, Mitglied des House of Commons
- Chichester, John, 5. Baronet († 1784), britischer Adliger
- Chichester, John, 6. Baronet († 1808), britischer Adliger
- Chichester, Robert († 1627), englischer Ritter
- Chichester, Rosalie (1865–1949), britische Großgrundbesitzerin, Sammlerin und Stifterin
- Chichester-Clark, James (1923–2002), fünfter nordirischer Premierminister
- Chichester-Clark, Robin (1928–2016), britischer Politiker, Mitglied des House of Commons
- Chichi, Antonio (1743–1816), italienischer Architekt und Phelloplastiker
- Chichibu, Yasuhito (1902–1953), japanischer Militär, General der kaiserlich japanischen Armee, Mitglied des japanischen Kaiserhauses
- Chichikova, Irmena (* 1984), bulgarische Film- und Theaterschauspielerin
- Chichilnisky, Graciela (* 1944), US-amerikanische Wirtschaftswissenschaftlerin argentinischer Herkunft
- Chichin, Frédéric (1954–2007), französischer Progressive-Rock-Musiker und Singer-Songwriter
- Chichon, Karel Mark (* 1971), britischer DirigentKarel Mark Chichon (* 1971)

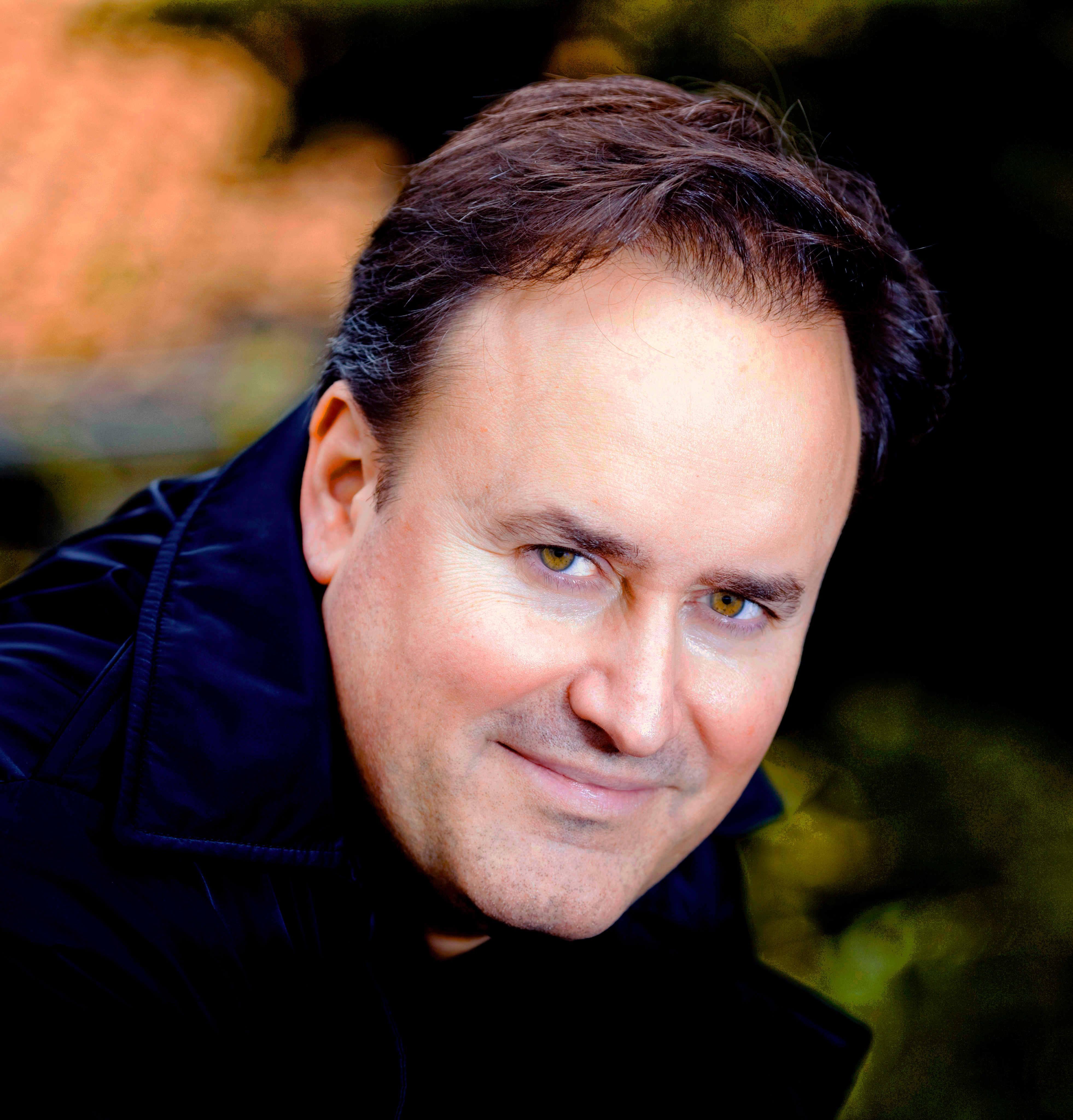
Karel Mark Chichon (* 1971)

- Chick, Alexandra (* 1947), simbabwische Hockeyspielerin
- Chick, Edith (1869–1970), britische Botanikerin
- Chick, Harriette (1875–1977), britische Mikrobiologin und Ernährungswissenschaftlerin
- Chick, Victoria (1936–2023), US-amerikanische Wirtschaftswissenschaftlerin
- Chicken, Lutz (1915–2011), britischer Autor, Forschungsreisender, Bergsteiger und Arzt (Südtirol)
- Chickering, Charles A. (1843–1900), US-amerikanischer Politiker
- Chickering, Roger (* 1942), US-amerikanischer Historiker
- Chiclana, Feliciano Antonio (1761–1826), argentinischer Politiker
- Chiclete (1942–2005), brasilianischer Fußballspieler
- Chico (* 1987), brasilianischer Fußballspieler
- Chico (* 1987), spanischer Fußballspieler
- Chico Che (1940–1989), mexikanischer Sänger
- Chico de la Cámara, Pablo (* 1968), spanischer Jurist und Hochschullehrer
- Chico Goerne, Luis (1892–1960), mexikanischer Jurist und Rektor der UNAM
- Chico-Bonet, Alexander (* 1994), deutsch-spanischer Schauspieler und Musiker
- Chicoine, Dan (* 1957), kanadischer Eishockeyspieler
- Chicomban, Nicolae (1913–1984), rumänischer Radrennfahrer
- Chicomban, Traian (1915–1991), rumänischer Radrennfahrer
- Chicos, Zachary, US-amerikanischer Schauspieler
- Chicot, Étienne (1949–2018), französischer Schauspieler, Sänger und KomponistÉtienne Chicot (1949–2018)

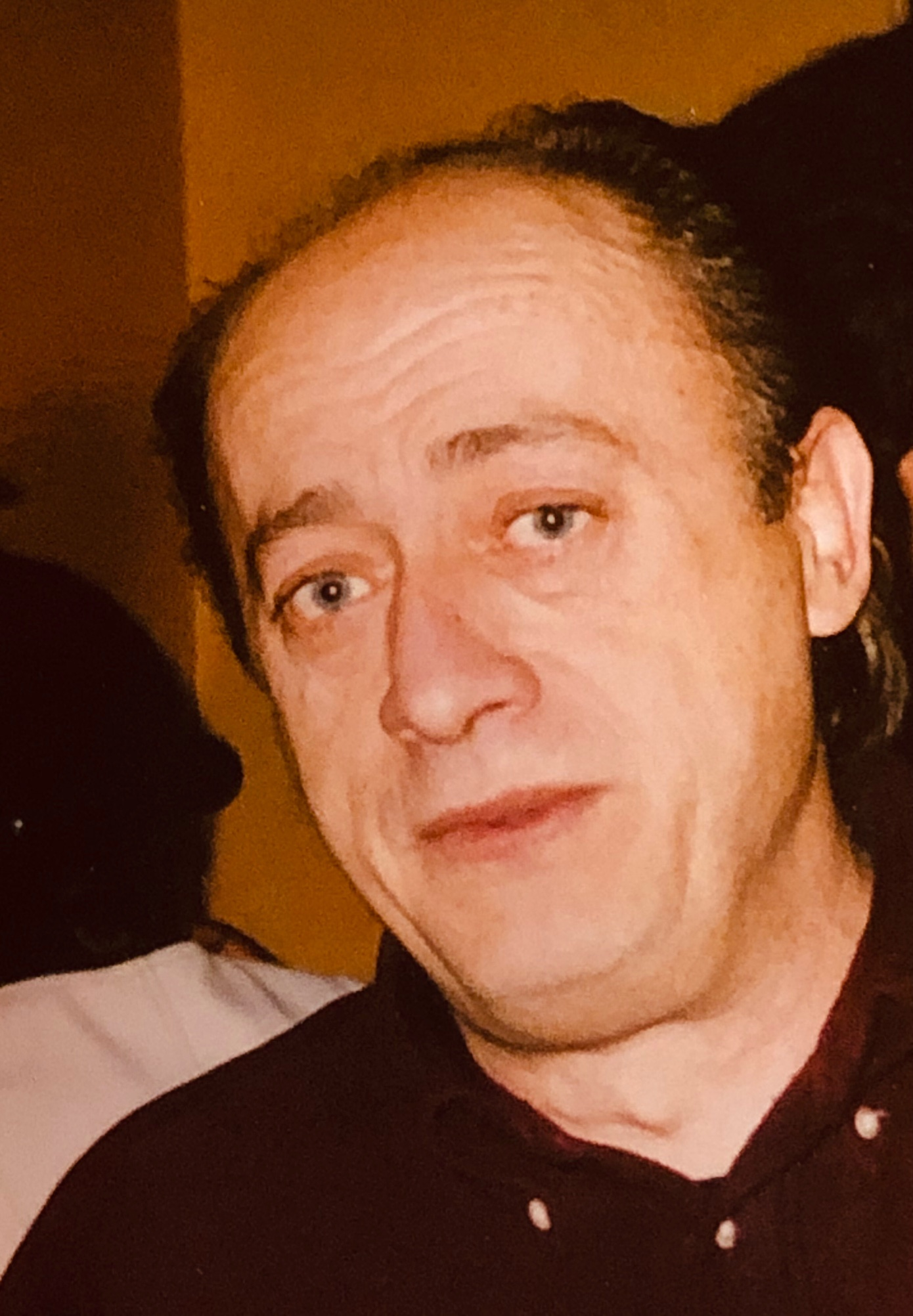
Étienne Chicot (1949–2018)

- Chicoti, George (* 1955), angolanischer Außenminister
- Chicoto, Mohamed (* 1989), nigrischer Fußballspieler
- Chicoyneau, François (1672–1752), französischer Arzt
- Chicu, Ion (* 1972), moldauischer Politiker, Ministerpräsident der Republik Moldau
- Chicuelo (* 1968), spanischer Flamencogitarrist und Komponist
- Chiculiță, Alexandru (* 1961), rumänischer Säbelfechter

### Chid
- Chida, Kaito (* 1994), japanischer Fußballspieler
- Chida, Kenta (* 1985), japanischer Florettfechter
- Chidambaram, P. (* 1945), indischer Politiker
- Chidananda, Swami (1916–2008), indischer Yoga-Meister
- Chidascheli, Tinatin (* 1973), georgische Politikerin und Rechtsanwältin
- Chidebe, Runcie C. W. (* 1985), nigerianischer Onkologieforscher
- Chideka, Robert (* 1956), botswanischer Marathonläufer
- Chidekel, Lasar Markowitsch (1904–1986), sowjetischer Maler, Zeichner und Architekt
- Chidekh, Clément (* 2001), französischer TennisspielerClément Chidekh (* 2001)

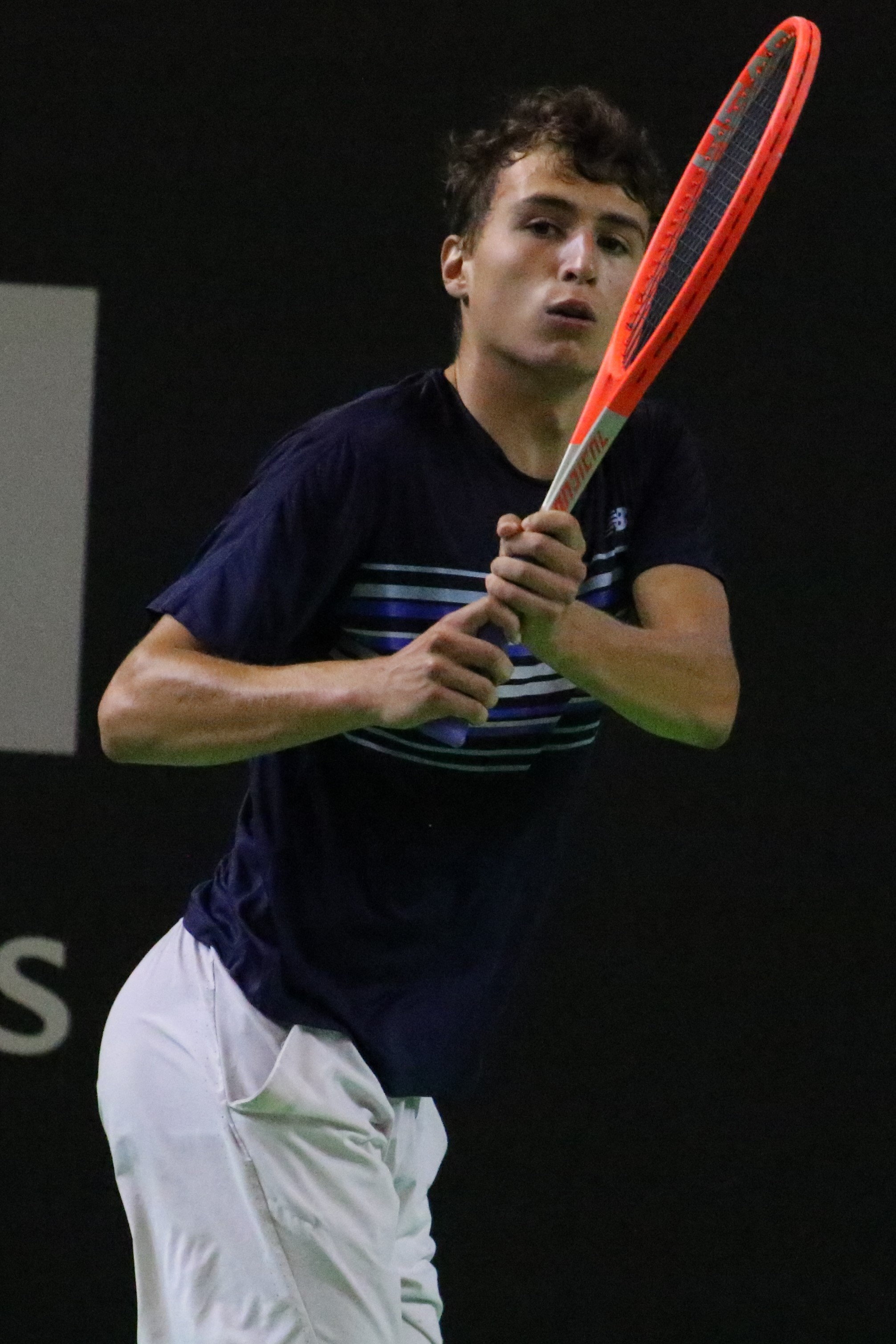
Clément Chidekh (* 2001)

- Chidester, Amanda (* 1990), US-amerikanische Softballspielerin
- Chidgey, David, Baron Chidgey (1942–2022), britischer Politiker (Liberal Democrats)
- Chidi, Emmanuel (1980–2016), nigerianisches Rassismusopfer in Italien
- Chidiac, Alex (* 1999), australische Fußballspielerin
- Chidiac, May (* 1966), libanesische Journalistin
- Chidiac, Nayla, französisch-libanesische Psychologin, Autorin und Dichterin
- Chidijatullin, Wagis Nasirowitsch (* 1959), sowjetischer Fußballspieler
- Chidka, jüdischer Gelehrter
- Chidolue, Dagmar (* 1944), deutsche Schriftstellerin
- Chidu, Tudorița (* 1967), rumänische Mittel- und Langstreckenläuferin
- Chidume, Charles (1947–2021), nigerianischer Mathematiker und Hochschullehrer
- Chidwick, Stephen (* 1989), britischer Pokerspieler
- Chidzivo, Fortunate (* 1987), simbabwische Langstreckenläuferin

### Chie
- Chief Jay Strongbow (1928–2012), US-amerikanischer Wrestler
- Chief Joseph (1840–1904), Nez Percé-Indianer
- Chief Kamachi, US-amerikanischer Rapper
- Chief Keef (* 1995), US-amerikanischer Rapper und Musikproduzent
- Chief Mkwawa (1855–1898), afrikanischer Stammeshäuptling
- Chief, Karletta, US-amerikanische Hydrologin und Umweltschützerin der Diné
- Chieffo, Mary (* 1992), US-amerikanische Schauspielerin
- Chieffo, Sandro (* 1979), Schweizer Fussballtrainer
- Chiejine, Ann (* 1974), nigerianische Fußballtorhüterin und -trainerin
- Chiejine, Ifeanyi (1983–2019), nigerianische Fußballspielerin
- Chiellini, Giorgio (* 1984), italienischer FußballspielerGiorgio Chiellini (* 1984)

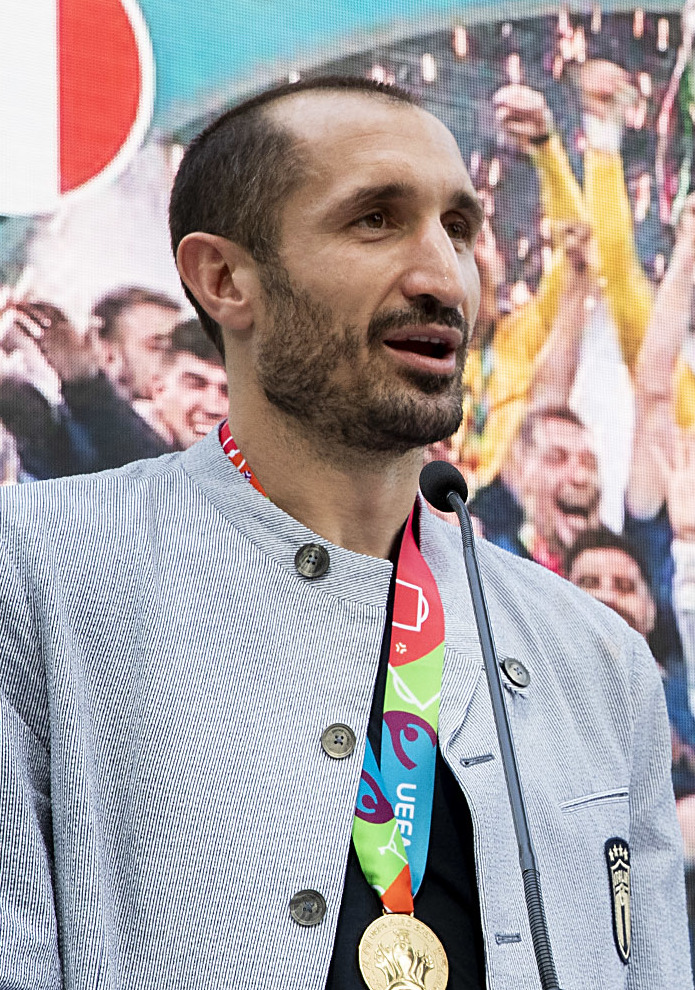
Giorgio Chiellini (* 1984)

- Chiellino, Carmine Gino (* 1946), italienisch-deutscher Schriftsteller
- Chien Yu-Hsiu (* 1980), taiwanischer Badmintonspieler
- Chien Yu-hsun (* 1978), taiwanischer Badmintonspieler
- Chien, Chen-hsin (* 2000), taiwanische Kugelstoßerin
- Chien, Eugene (* 1946), taiwanischer Politiker
- Chien, Frederick (* 1935), taiwanischer Politiker
- Chien, Pei-ju (* 1999), taiwanische Tennisspielerin
- Chien, Pi-Chin (* 1964), taiwanische Cellistin
- Chien, Wen-Pin (* 1967), taiwanischer Dirigent
- Chien, Yu-chin (* 1982), taiwanische Badmintonspielerin (Republik China)
- Chieng, Jennifer (* 1986), mikronesische Boxerin
- Chiepe, Gaositwe Kogakwa Tibe (1922–2025), botswanische Politikerin und Diplomatin
- Chieppa, Stefania (* 1983), italienische Tennisspielerin
- Chierchia, Luigi (* 1957), italienischer Mathematiker
- Chierighini, Marcelo (* 1991), brasilianischer Schwimmsportler
- Chierroni, Vittorio (1917–1986), italienischer Skirennläufer
- Chiesa, Alberto, Schweizer Tennisspieler
- Chiesa, Andrea (* 1964), Schweizer Rennfahrer
- Chiesa, Aurelio (* 1947), italienischer Filmregisseur und Drehbuchautor
- Chiesa, Bernardino della (1644–1721), italienischer Geistlicher und Missionar in China
- Chiesa, Bruno della (* 1962), französischer Linguist
- Chiesa, Carlo Alberto (1920–1960), italienischer Regisseur, Filmeditor und Drehbuchautor
- Chiesa, Deborah (* 1996), italienische Tennisspielerin
- Chiesa, Enola (* 2000), italienische Tennisspielerin
- Chiesa, Enrico (* 1970), italienischer Fußballspieler und -trainer
- Chiesa, Federico (* 1997), italienischer FußballspielerFederico Chiesa (* 1997)

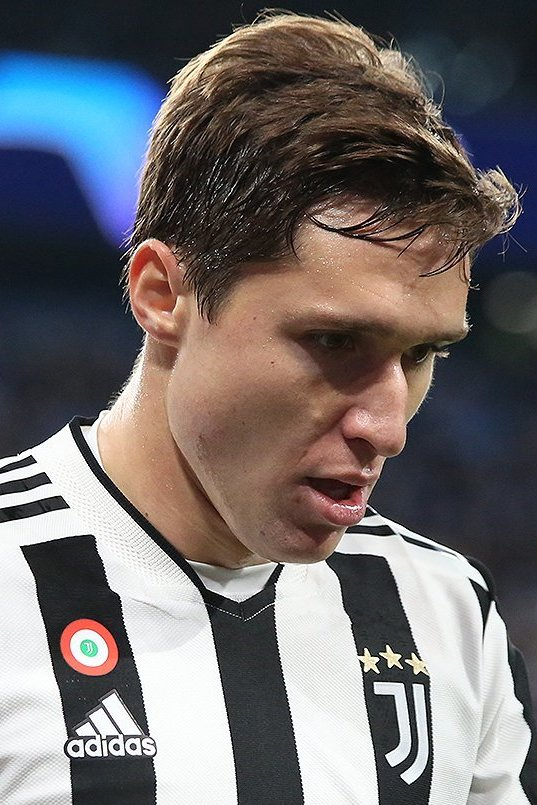
Federico Chiesa (* 1997)

- Chiesa, Francesco (1871–1973), Schweizer Schriftsteller
- Chiesa, Giulietto (1940–2020), italienischer Journalist und Politiker, MdEP
- Chiesa, Guido (* 1959), italienischer Regisseur
- Chiesa, Jeffrey (* 1965), US-amerikanischer Politiker
- Chiesa, Laura (* 1971), italienische Degenfechterin
- Chiesa, Marco (* 1974), Schweizer Politiker (SVP)
- Chiesa, Melchiorre (1740–1799), italienischer Komponist und Musiker
- Chiesa, Nicolás (* 1980), argentinisch-italienischer Fußballspieler und -trainer
- Chiesa, Paolo (* 1956), italienischer mittellateinischer Philologe
- Chiesa, Pietro (1876–1959), schweizerischer Maler und Illustrator
- Chiesa, Serge (* 1950), französischer Fußballspieler
- Chiesa, Virgilio (1888–1971), Schweizer Lehrer, Lokalhistoriker, Forscher und Publizist
- Chiese, Philip de (1629–1673), Kammerjunker, Baumeister und Generalquartiermeister
- Chievitz, Jens (1889–1965), dänischer Turner
- Chiewitz, Georg Theodor (1815–1862), schwedisch-finnischer Architekt und Bauingenieur der Neugotik
- Chieze, Louis Henry de († 1674), Festungsbaumeister

### Chif
- Chiffelle, Émile (1868–1920), Schweizer Fotograf
- Chiffi, Daniele (* 1984), italienischer Fußballschiedsrichter
- Chifflet, Jean-Paul (1949–2017), französischer Bankier
- Chiffoleau, Frédéric (* 1975), französischer Jazzmusiker (Bass)
- Chiflet, Laurent (1598–1658), französischer Jesuit und Grammatiker
- Chifley, Ben (1885–1951), australischer Politiker und Premierminister
- Chifu, Iulian (* 1968), rumänischer Journalist
- Chifukwa, Peter (* 1974), malawischer Geistlicher, römisch-katholischer Bischof von Dedza

### Chig
- Chigbolu, Julius (1929–2010), nigerianischer Hochspringer
- Chigbolu, Maria Benedicta (* 1989), italienische Leichtathletin
- Chigi Albani della Rovere, Ludovico (1866–1951), Großmeister des Malteserordens
- Chigi, Agostino (1466–1520), italienischer Unternehmer und BankierAgostino Chigi (1466–1520)

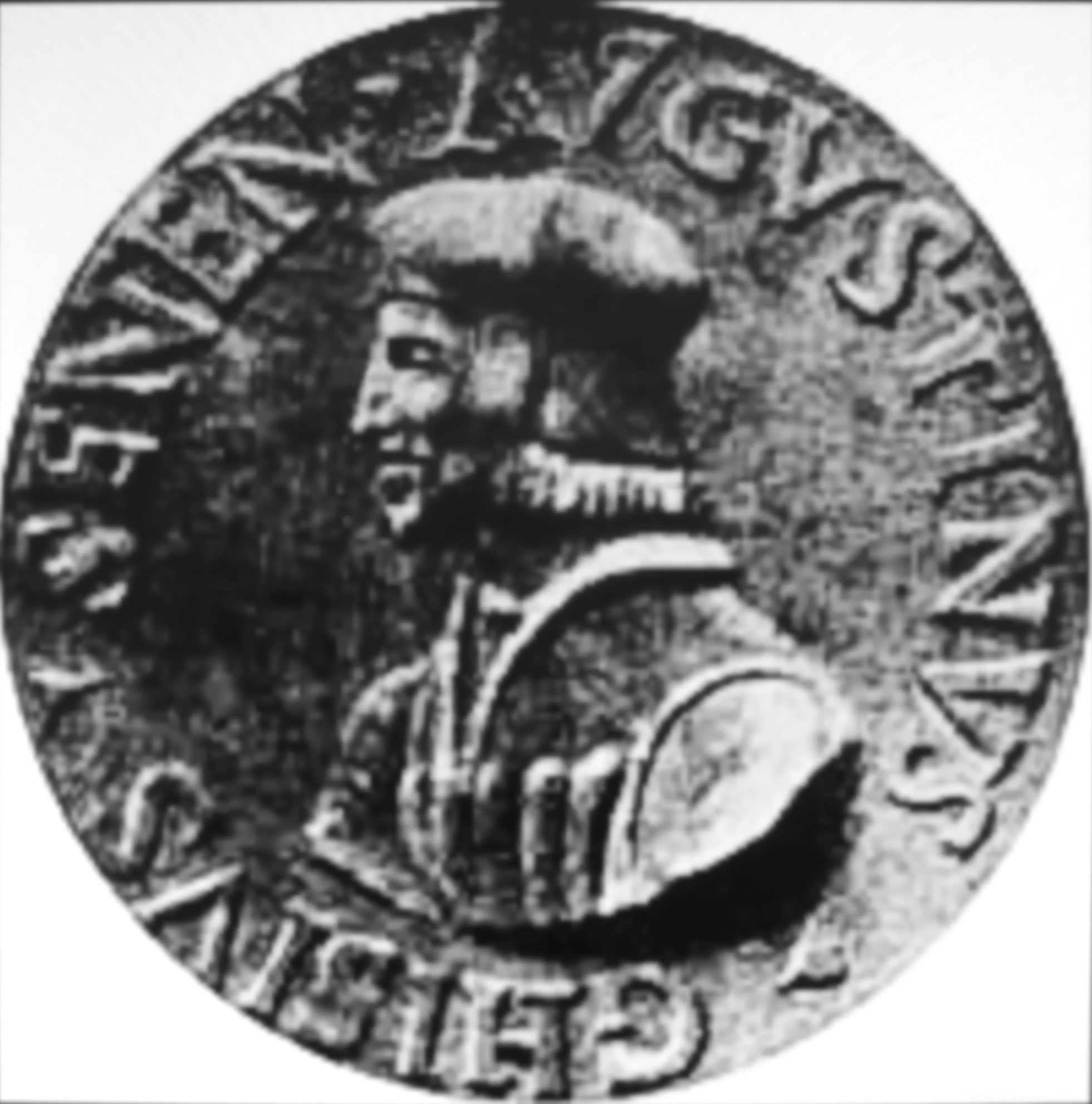
Agostino Chigi (1466–1520)

- Chigi, Flavio (1631–1693), italienischer Kurienkardinal
- Chigi, Flavio (1711–1771), italienischer Kardinal
- Chigi, Flavio (1810–1885), italienischer Kardinal und apostolischer Nuntius
- Chigi, Sigismondo (1649–1678), italienischer Kardinal
- Chiginya, Tobias Wunganayi (1935–1987), simbabwischer römisch-katholischer Geistlicher und Bischof von Gweru
- Chigiyal, Jane Jimmy (* 1967), mikronesische Diplomatin
- Chigot, Eugène (1860–1923), französischer Landschafts- und Marinemaler
- Chigova, George (1991–2023), simbabwischer Fußballnationalspieler
- Chiguer, Jaoid (1985–2021), französischer Boxer
- Chigwell, Hamo, englischer Kaufmann, Lord Mayor of London

### Chih
- Chih Chin-shui (* 1963), taiwanischer Tischtennisspieler
- Chih, Chin-long (* 1963), taiwanischer Tischtennisspieler
- Chiha, Michel (1891–1954), libanesischer Politiker, Herausgeber und Bankier
- Chiha, Patric (* 1975), österreichischer Filmregisseur
- Chihab, Tariq (* 1975), marokkanischer Fußballspieler
- Chihab, Zakaria (1926–1984), libanesischer Ringer
- Chihaia, Matei (* 1973), deutscher Romanist
- Chihana, Chakufwa (1939–2006), malawischer Politiker
- Chihane, Georges (* 1953), libanesischer Priester, Bischof von Kairo
- Chihara, Minori (* 1980), japanische Seiyū, Sängerin und Moderatorin
- Chihara, Paul (* 1938), US-amerikanischer Filmkomponist
- Chihaya, Akane (* 1979), japanische Schriftstellerin
- Chihi, Adil (* 1988), deutsch-marokkanischer FußballspielerAdil Chihi (* 1988)

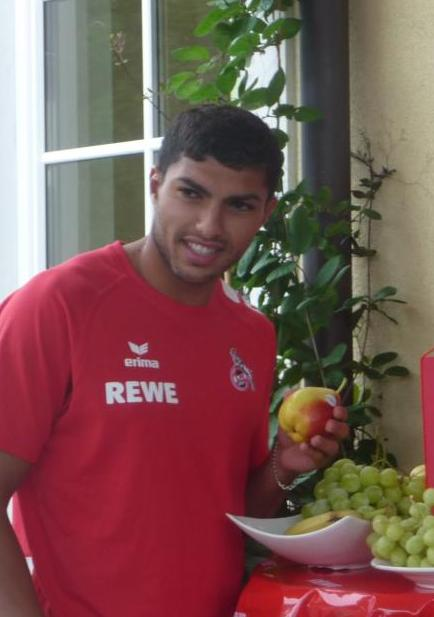
Adil Chihi (* 1988)

- Chihi, Sirajeddine (* 1970), tunesischer Fußballspieler
- Chihota, Norman (* 1947), tansanischer Sprinter
- Chihuahua († 1901), Chef der Chokonen
- Chihuailaf, Elicura (* 1952), chilenischer Dichter, Erzähler, Geschichtenerzähler und Mitglied der chilenischen Sprachakademie
- Chihuly, Dale (* 1941), amerikanischer GlaskünstlerDale Chihuly (* 1941)

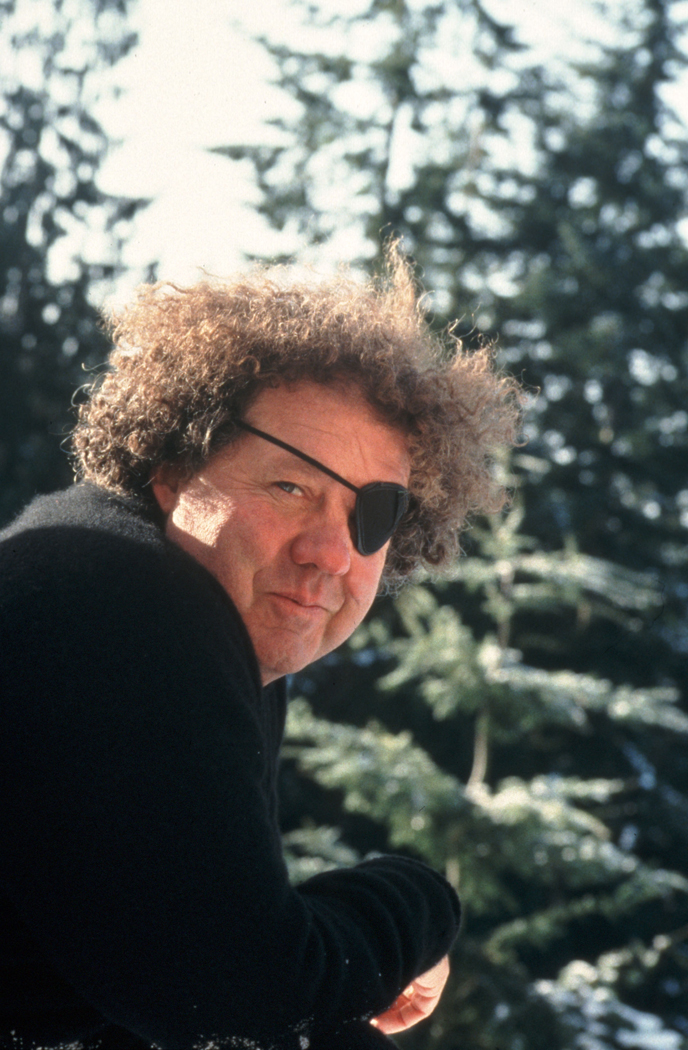
Dale Chihuly (* 1941)

- Chihuri, Kennedy (* 1969), simbabwischer Fußballspieler
- Chihying, Musquiqui (* 1985), taiwanischer bildender Künstler und experimenteller Filmemacher

### Chii
- Chii, Takeo (1942–2012), japanischer Schauspieler

### Chij
- Chija bar Abba I., jüdischer Gesetzeslehrer
- Chija bar Abba II., jüdischer Gelehrter
- Chijs, Mienette van der (1814–1895), niederländische Weltreisende, Publizistin und Sozialreformerin

### Chik
- Chika (* 1997), US-amerikanische Musikerin
- Chikaishi, Teppei (* 1989), japanischer Fußballspieler
- Chikamatsu Shūkō (1876–1944), japanischer Schriftsteller
- Chikamatsu, Hanji (1725–1783), japanischer Puppenspiel-Autor
- Chikamatsu, Monzaemon (1653–1725), japanischer Dramatiker
- Chikanari, Tamotsu (* 1929), japanischer Radrennfahrer
- Chikane, Frank (* 1951), südafrikanischer Geistlicher und Politiker
- Chikani, Golekanye Kebonye (* 2002), botswanische Leichtathletin
- Chikaraishi, Yui (* 1999), japanische Tennisspielerin
- Chikezie, Caroline (* 1974), britische Schauspielerin nigerianischer Herkunft
- Chikezie, Onyinye (* 1973), nigerianische Sprinterin
- Chikhaoui, Yassine (* 1986), tunesischer Fußballspieler
- Chikirou, Sophia (* 1979), französische Politikerin
- Chikli, Amichai (* 1981), israelischer Offizier und Politiker
- Chiklis, Michael (* 1963), US-amerikanischer SchauspielerMichael Chiklis (* 1963)

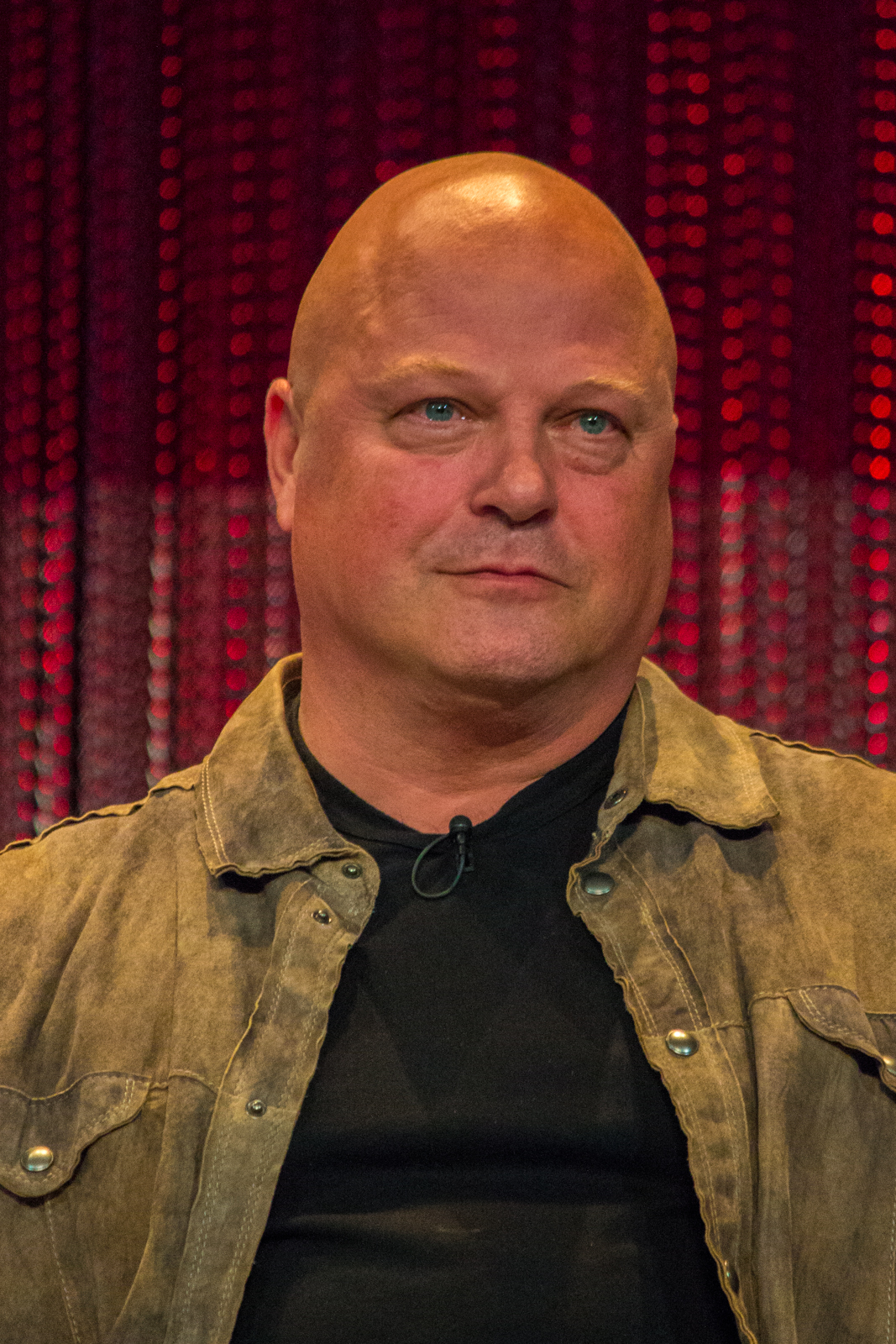
Michael Chiklis (* 1963)

- Chikoko, Vitalis (* 1991), simbabwischer Basketballspieler
- Chikomba, Tafadzwa (* 2001), simbabwischer Leichtathlet
- Chikosi, Catherine (* 1991), deutsche Schauspielerin und Synchronsprecherin
- Chikotesha, Diana (* 1988), sambische Fußballschiedsrichterassistentin
- Chikovani, Luca (* 1994), italienischer Popsänger und Schauspieler georgischer Abstammung
- Chiku, Kosuke (* 1999), japanischer Fußballspieler
- Chikunova, Tamara (1948–2021), usbekische Menschenrechtlerin
- Chikushi, Tetsuya (1935–2008), japanischer Nachrichtensprecher und Journalist
- Chikwakwa, Catherine (* 1985), malawische Langstreckenläuferin
- Chikwava, Brian (* 1972), simbabwischer Schriftsteller und Musiker
- Chikwe, Moses (* 1967), nigerianischer Geistlicher und römisch-katholischer Weihbischof in Owerri
- Chikwe, Victor Adibe (1938–2010), nigerianischer römisch-katholischer Geistlicher, Bischof von Ahiara
- Chikwelu, Chinweoke (* 1970), nigerianische Speerwerferin
- Chikwelu, Rita (* 1988), nigerianische Fußballspielerin

### Chil
- Chil, Eduard Anatoljewitsch (1934–2012), russischer Estrada-Sänger (Bariton)
- Chila, Adriana (* 1996), ecuadorianische Leichtathletin
- Chila, Frixon (* 2000), ecuadorianischer Leichtathlet
- Chilà, Gabriele (* 1997), italienischer Weitspringer
- Chila, Patrick (* 1969), französischer Tischtennisspieler
- Chila, Roy (* 2005), ecuadorianischer Leichtathlet
- Chilangwa, Nickson (* 1969), sambischer Politiker
- Chilaquil (1936–2023), mexikanischer Fußballspieler
- Chilavert, José Luis (* 1965), paraguayischer FußballtorwartJosé Luis Chilavert (* 1965)

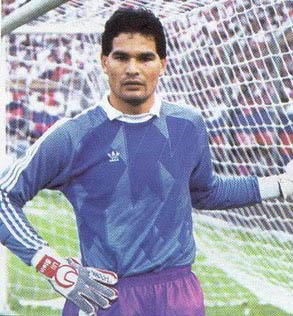
José Luis Chilavert (* 1965)

- Chilcot, Thomas († 1766), Komponist und Organist
- Chilcott, Barbara (1922–2022), kanadische Schauspielerin in Film, Fernsehen und Theater
- Chilcott, Bob (* 1955), englischer Komponist, Arrangeur, Chorleiter und Sänger
- Chilcott, Dominick (* 1959), britischer Botschafter
- Chilcott, George M. (1828–1891), US-amerikanischer Politiker
- Chilcott, Susan (1963–2003), britische Opernsängerin (Sopran)
- Child Villiers, George, 8. Earl of Jersey (1873–1923), britischer Bankier und Politiker der Conservative Party, Oberhausmitglied
- Child, Chris, US-amerikanischer Komponist und Musiker
- Child, Christine (* 1944), britische Judoka
- Child, Clement Dexter (1868–1933), amerikanischer Physiker und Pädagoge
- Child, Desmond (* 1953), US-amerikanischer Songwriter und ProduzentDesmond Child (* 1953)

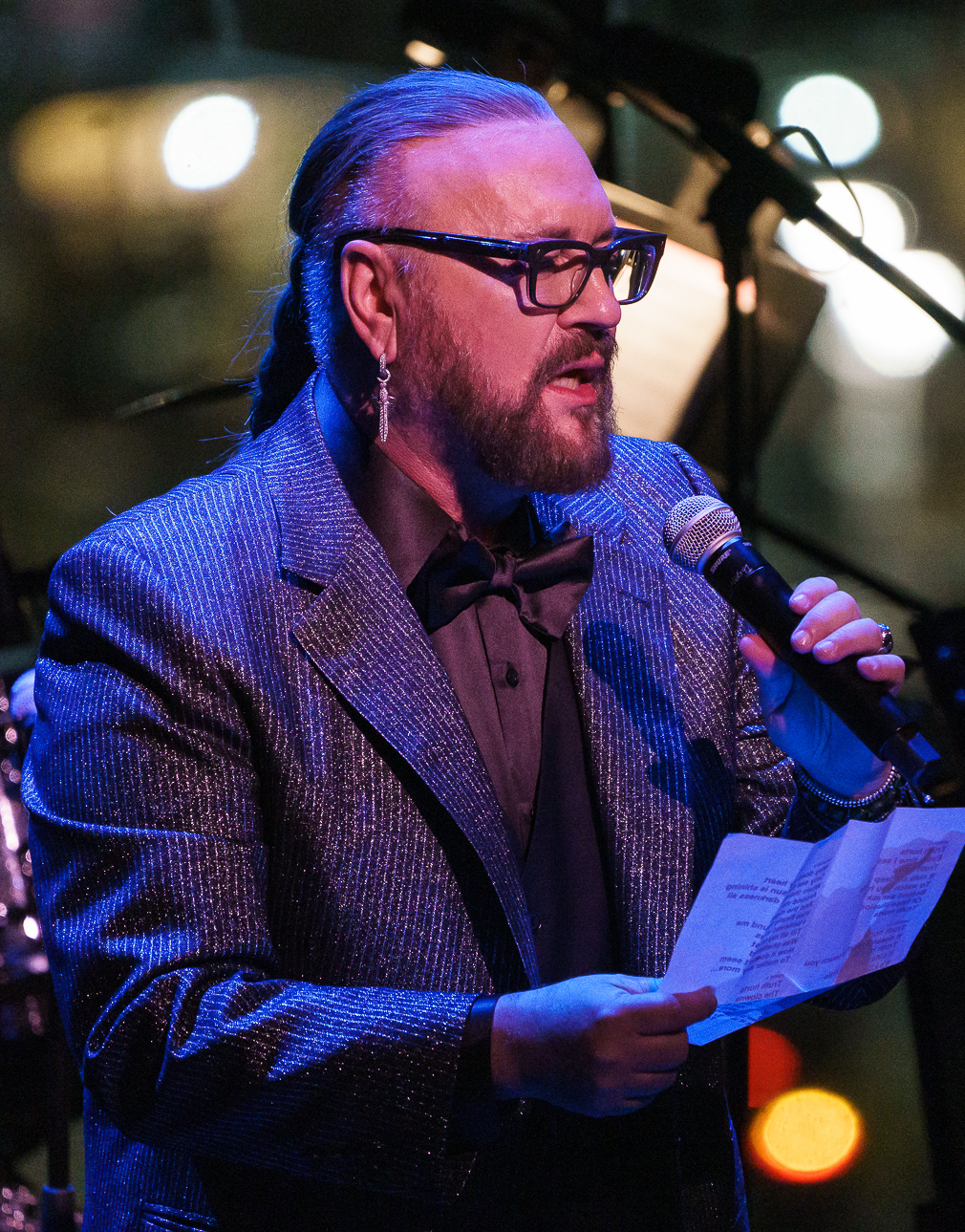
Desmond Child (* 1953)

- Child, Francis James (1825–1896), Philologe und Volkskundler
- Child, Irvin L. (1915–2000), US-amerikanischer Psychologe und Professor
- Child, Jack B. (* 1951), US-amerikanischer Amateurastronom und Asteroidenentdecker
- Child, Jane (* 1967), kanadische Sängerin, Musikproduzentin und Multiinstrumentalistin
- Child, John (* 1940), britischer Wirtschaftswissenschaftler
- Child, John (* 1967), kanadischer Beachvolleyballspieler
- Child, Josiah (1630–1699), englischer Kaufmann, Ökonom und Merkantilist
- Child, Julia (1912–2004), US-amerikanische Köchin und Kochbuchautorin
- Child, Lauren (* 1967), britische Bilderbuchkünstlerin und Autorin
- Child, Lee (* 1954), britisch-US-amerikanischer ThrillerautorLee Child (* 1954)

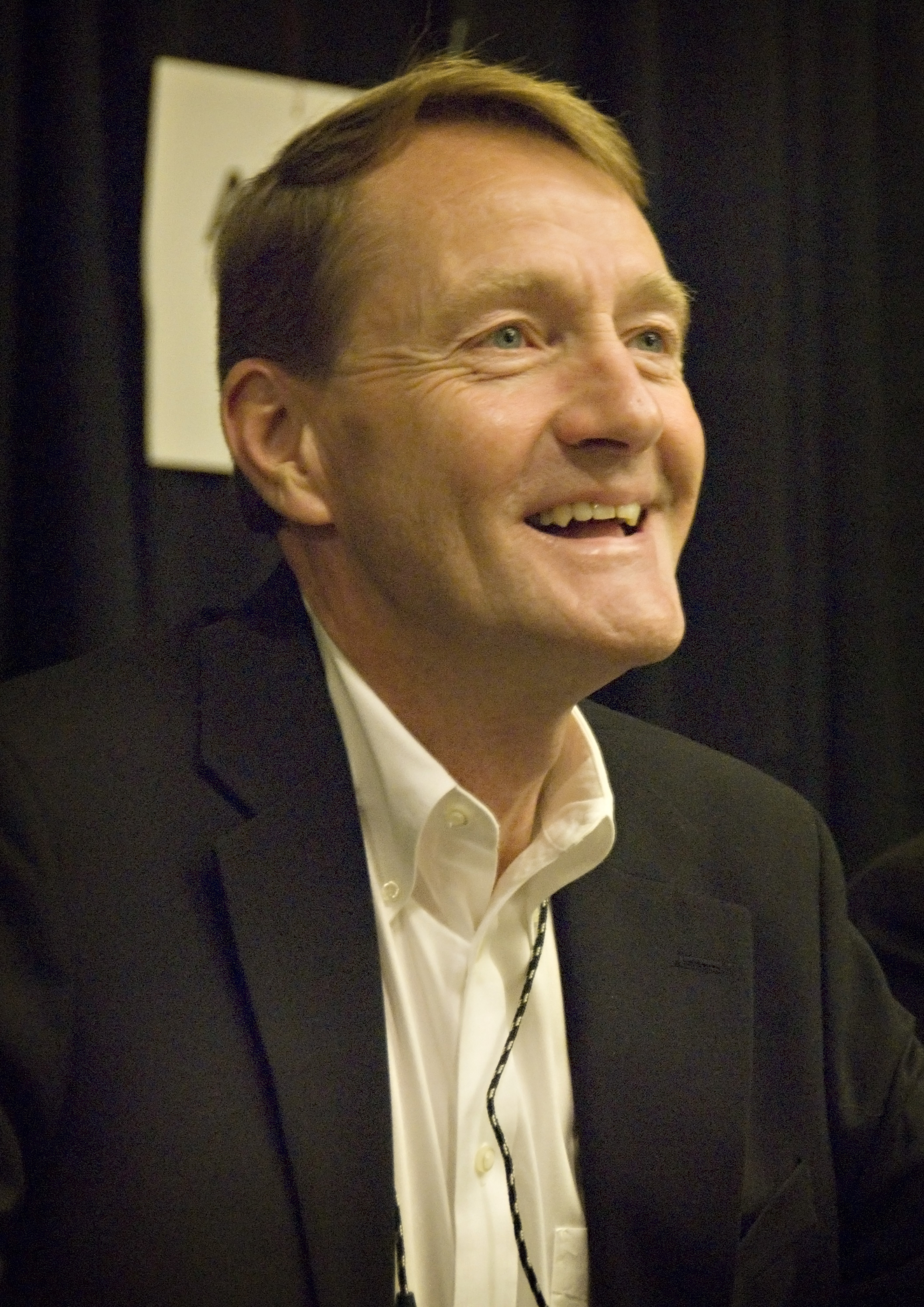
Lee Child (* 1954)

- Child, Lincoln (* 1957), US-amerikanischer Schriftsteller
- Child, Lydia Maria (1802–1880), US-amerikanische Schriftstellerin, Abolitionistin und Frauenrechtlerin
- Child, Richard Washburn (1881–1935), amerikanischer Diplomat und Schriftsteller
- Child, Thomas junior (1818–1869), US-amerikanischer Jurist und Politiker
- Child, William († 1697), englischer Komponist und Organist
- Child-Villiers, Amelie (* 2008), britische Schauspielerin und Adlige
- Child-Villiers, Victor, 7. Earl of Jersey (1845–1915), britischer Politiker
- Child-Villiers, William 10. Earl of Jersey (* 1976), britischer Peer, Filmproduzent, Schauspieler und Schriftsteller
- Childe, Vere Gordon (1892–1957), australischer Archäologe
- Childebert I. († 558), Frankenkönig
- Childebert II. (570–596), merowingischer Frankenkönig
- Childebert III. († 711), Merowingerkönig
- Childebertus adoptivus, König im Frankenreich
- Childebrand, Sohn von Pippin dem Mittleren, duc (Herzog) von Provence, Graf, Feldherr
- Childerich I., fränkischer König aus dem Hause der MerowingerChilderich I.

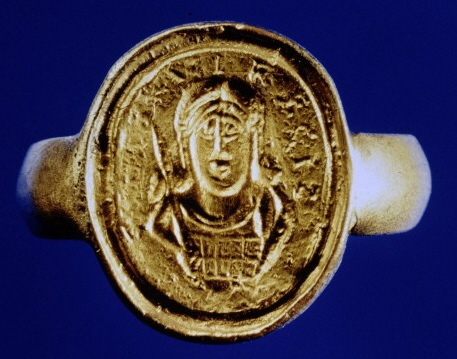
Childerich I.

- Childerich II. († 675), merowingischer Frankenkönig
- Childerich III., letzter merowingischer König
- Childers, Ambyr (* 1988), US-amerikanische Schauspielerin
- Childers, Bob (1946–2008), US-amerikanischer Country- und Folksänger
- Childers, Buddy (1926–2007), US-amerikanischer Bigband-Jazz-Trompeter
- Childers, Erskine Hamilton (1905–1974), vierter Präsident von Irland (1973–1974)
- Childers, Hugh (1827–1896), britischer Politiker
- Childers, Nessa (* 1956), irische Politikerin und MdEP für Irland
- Childers, Rita (1915–2010), irische Attaché, Ehefrau von Erskine Hamilton Childers, First Lady von Irland
- Childers, Robert Cesar (1838–1876), englischer Orientalist, Professor für Pali und Buddhismus
- Childers, Robert Erskine (1870–1922), irischer Autor und Unabhängigkeitskämpfer
- Childers, Sam (* 1962), US-amerikanischer RockerSam Childers (* 1962)

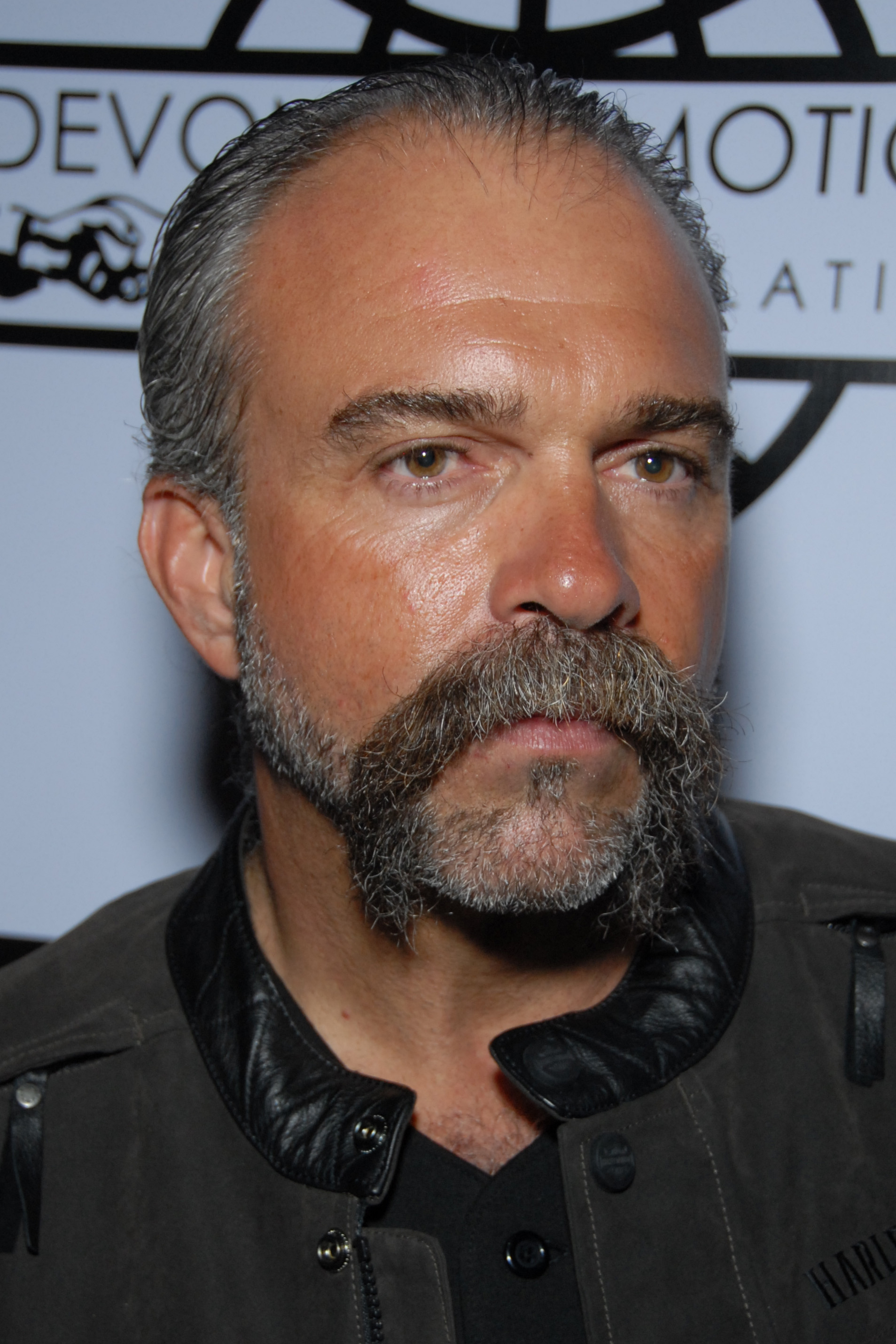
Sam Childers (* 1962)

- Childers, Thomas (* 1946), US-amerikanischer Historiker
- Childers, Travis (* 1958), US-amerikanischer Politiker
- Childers, Tyler (* 1991), US-amerikanischer Countrysänger
- Childes Seguin, Anne (1809–1888), US-amerikanische Opernsängerin (Sopran)
- Childish, Billy (* 1959), britischer Independent-Musiker, Autor und Maler
- Children, John George (1777–1852), britischer Chemiker, Mineraloge und Zoologe
- Childress, Alice (1920–1994), US-amerikanische Dramatikerin, Schauspielerin und Schriftstellerin
- Childress, Brad (* 1956), US-amerikanischer Footballtrainer (2006–2010 Minnesota Vikings)
- Childress, James Franklin (* 1940), US-amerikanischer Theologe, Philosoph und Medizinethiker
- Childress, Josh (* 1983), US-amerikanischer Basketballspieler
- Childress, Mark (* 1957), US-amerikanischer Schriftsteller
- Childress, Stephanie (* 1999), französisch-britische Dirigentin
- Childs, Altiyan (* 1975), australischer Rocksänger
- Childs, Barton (1916–2010), US-amerikanischer Pädiater und Genetiker
- Childs, Bernard (1910–1985), US-amerikanischer Maler und Grafiker
- Childs, Billy (* 1957), US-amerikanischer Jazzpianist und Komponist
- Childs, Brevard (1923–2007), US-amerikanischer Alttestamentler
- Childs, Clarence (1883–1960), US-amerikanischer Hammerwerfer
- Childs, David (* 1933), britischer Politikwissenschaftler
- Childs, David (1941–2025), US-amerikanischer Architekt
- Childs, David (* 1981), britischer Euphonist
- Childs, Dawn (* 1970), britische Ingenieurin
- Childs, Derrick Greenslade (1918–1987), anglikanischer Bischof
- Childs, Henry H. (1783–1868), US-amerikanischer Politiker
- Childs, J. Rives (1893–1987), US-amerikanischer Diplomat
- Childs, John (* 1949), britischer Historiker
- Childs, Joseph, US-amerikanischer Politiker
- Childs, Lee (* 1982), britischer Tennisspieler (England)
- Childs, Lucinda (* 1940), amerikanische Choreografin und Tänzerin
- Childs, Martin (* 1954), britischer Artdirector und Szenenbildner
- Childs, Morris (1902–1991), US-amerikanischer Doppelagent
- Childs, Robert A. (1845–1915), US-amerikanischer Politiker
- Childs, Timothy (1785–1847), US-amerikanischer Politiker
- Childs, Toni (* 1957), US-amerikanische Singer-Songwriterin
- Chile, Roberto (* 1954), kubanischer Dokumentarfilmer und Fotograf
- Chilemba, Isaac (* 1987), malawischer Boxer
- Chilembwe, John (1871–1915), baptistischer Geistlicher, malawischer Freiheitskämpfer
- Chiles, Héctor (* 1971), ecuadorianischer Straßenradrennfahrer
- Chiles, Henry G. junior (* 1938), US-amerikanischer Offizier, Admiral der US-Navy
- Chiles, John H. (1912–1996), US-amerikanischer Offizier, Generalmajor der US-Army
- Chiles, Jordan (* 2001), US-amerikanische TurnerinJordan Chiles (* 2001)

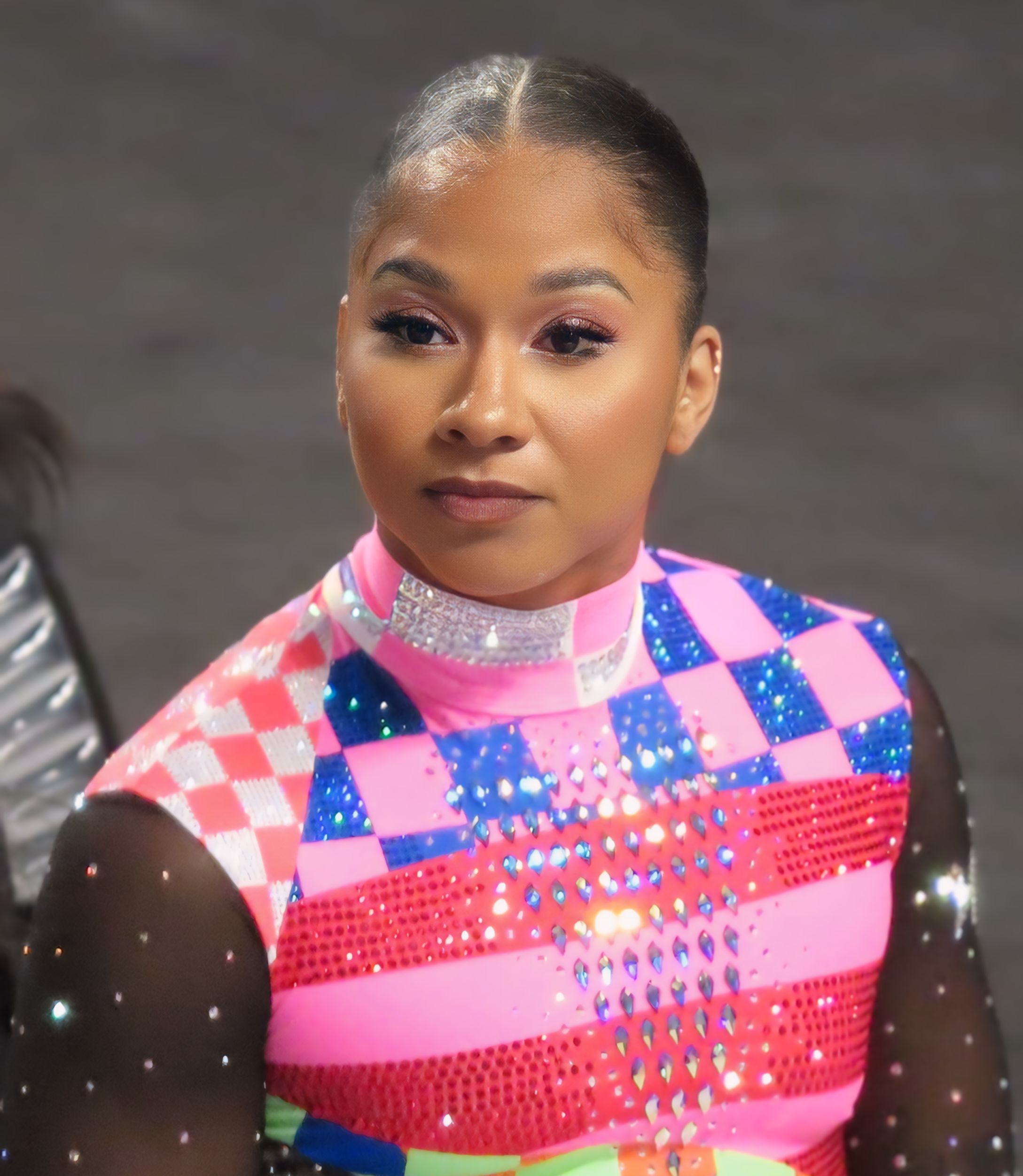
Jordan Chiles (* 2001)

- Chiles, Joseph (1810–1885), US-amerikanischer Offizier, kalifornischer Pionier
- Chiles, Lawton (1930–1998), US-amerikanischer Politiker, Gouverneur von Florida
- Chiles, Lois (* 1947), US-amerikanische Schauspielerin
- Chileshe, Lwamba (* 1999), neuseeländischer Squashspieler
- Chileshe, Rhoda (* 1998), sambische Fußballspielerin
- Chilfa, jüdischer Schriftgelehrter
- Chilhaud-Dumaine, Alfred (1852–1930), französischer Diplomat
- Chili, Giorgio Walter (1918–1961), italienischer Filmregisseur
- Chili, Pierfrancesco (* 1964), italienischer Motorradrennfahrer
- Chiligati, John (* 1950), tansanischer Politiker und Hauptmann
- Chilima, Saulos (1973–2024), malawischer Politiker
- Chilingar, George V. (1929–2023), US-amerikanischer Erdölgeologe
- Chiliquinga, Valeria (* 1991), ecuadorianische Hammerwerferin
- Chill, Dieter (* 1954), deutscher Fotograf und Kameramann
- Chill, Kurt (1895–1976), deutscher Offizier, zuletzt Generalleutnant im Zweiten Weltkrieg
- Chilla, Karl-Peter (* 1949), deutscher Kirchenmusiker, Organist und Komponist
- Chilla, Mercedes (* 1980), spanische Speerwerferin
- Chilla, Solveig (* 1977), deutsche Pädagogin
- Chilla, Tobias (* 1973), deutscher Geograph und Hochschullehrer
- Chillal, Shridhar (* 1937), indischer Fotograf
- Chillambo, Katherine (* 2000), ecuadorianische Sprinterin
- Chillananda, Pakdi (* 1946), thailändischer Radrennfahrer
- Chilli (* 1971), US-amerikanische Sängerin und SchauspielerinChilli (* 1971)

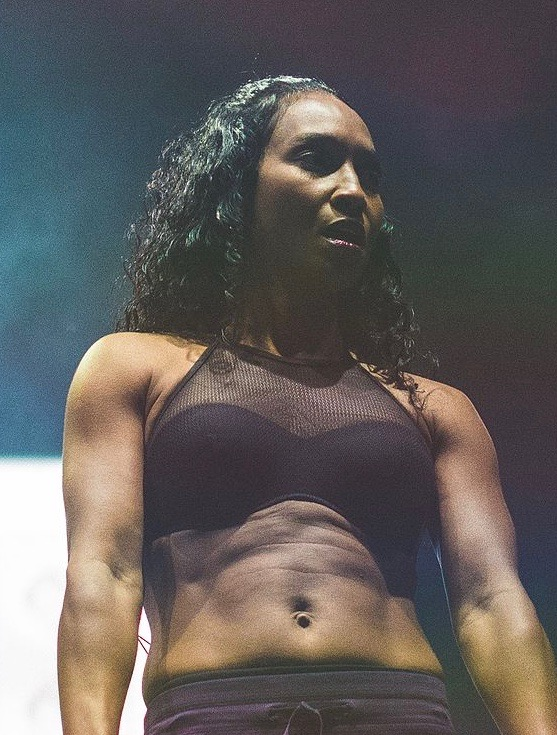
Chilli (* 1971)

- Chillida, Eduardo (1924–2002), baskischer Bildhauer
- Chillin, Gregg (* 1988), britischer Schauspieler
- Chillingworth, David (* 1951), anglikanischer Bischof und Primas der Scottish Episcopal Church
- Chilmanowitsch, Aljaksandra (* 1996), belarussische Hürdenläuferin
- Chiloba, Edwin, kenianischer Modeschöpfer, Model und Menschenrechtler
- Chilon von Sparta, Gesetzgeber des klassischen Sparta
- Chilonis, Tochter des Spartaners Leotychidas, Ehefrau von Kleonymos
- Chilouet, Camille-Antoine (1899–1970), französischer römisch-katholischer Ordensgeistlicher, Bischof von Farafangana
- Chilperich I., König der Burgunden
- Chilperich I. († 584), merowingischer König in NeustrienChilperich I. († 584)

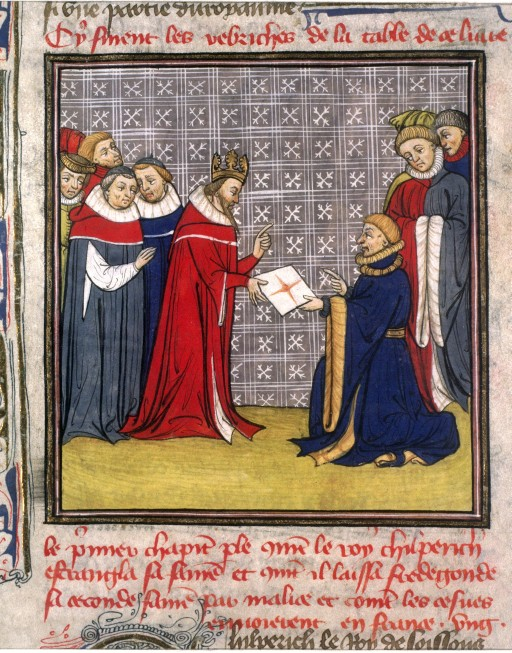
Chilperich I. († 584)

- Chilperich II., Sohn des Königs Gundioch und Bruder von Godegisel, Godomar I. und Gundobad
- Chilperich II. († 721), Frankenkönig aus dem Haus der Merowinger (716–721)
- Chilperich von Aquitanien († 632), Sohn des Charibert II. und Unterkönig von Aquitanien
- Chilstrom, Herbert W. (1931–2020), US-amerikanischer evangelisch-lutherischer Geistlicher
- Chilton, Alex (1950–2010), US-amerikanischer Songwriter, Gitarrist, Sänger und Produzent
- Chilton, Allenby (1918–1996), englischer Fußballspieler und -trainer
- Chilton, Edward (1906–1992), britischer Air Marshal
- Chilton, Henry Getty (1887–1954), britischer Botschafter
- Chilton, Horace (1853–1932), US-amerikanischer Senator von Texas
- Chilton, John (1932–2016), britischer Jazz-Autor und Trompeter
- Chilton, Kevin P. (* 1954), US-amerikanischer Astronaut und General der US Air Force
- Chilton, Mary-Dell (* 1939), US-amerikanische Mikrobiologin und Genetikerin
- Chilton, Maurice (1898–1956), britischer Generalleutnant
- Chilton, Max (* 1991), britischer Automobilrennfahrer
- Chilton, Osisang (* 1996), palauische Schwimmerin
- Chilton, Robert Hall (1815–1879), General der Konföderierten Staaten von Amerika im Amerikanischen Bürgerkrieg
- Chilton, Samuel (1804–1867), US-amerikanischer Politiker
- Chilton, Thomas (1798–1854), US-amerikanischer Politiker
- Chilton, Tom (* 1985), britischer Automobilrennfahrer
- Chilton, William E. (1858–1939), US-amerikanischer Politiker (Demokratische Partei)
- Chilton, William Parish senior (1810–1871), US-amerikanischer Jurist und Politiker
- Chiluba Tembo, Vera, Politikerin in Sambia
- Chiluba, Frederick (1943–2011), zweiter Präsident Sambias (1991–2002)
- Chilufya, Chitalu (* 1972), sambischer Politiker
- Chilufya, Edward (* 1999), sambischer Fußballspieler
- Chilumba, Kampamba (* 1976), sambische Politikerin
- Chilunbaatur, Solonggod L. (1955–1986), mongolischer Musiker
- Chilver, Henry, Baron Chilver (1926–2012), britischer Politiker (Conservative Party)
- Chilver, Pete (1924–2008), britischer Jazzmusiker und Hotelier
- Chilvers, Carin, deutsche Autorin
- Chilvers, Colin (1945–2024), britischer Filmschaffender für Spezialeffekte
- Chilvers, Peter († 2015), Erfinder, Ingenieur und Förderer des Segelns und Windsurfens
- Chilwell, Ben (* 1996), englischer Fußballspieler

### Chim
- Chim Namkha Dragpa (1210–1285), Kadampa-Meister; 7. Abt des Klosters Narthang
- Chim, Terence (* 1982), chinesischer Eishockeyspieler
- Chima (* 1972), deutscher Rapper und Soulsänger
- Chimaev, Khamzat (* 1994), schwedischer Mixed-Martial-Arts-Kämpfer und FreistilringerKhamzat Chimaev (* 1994)

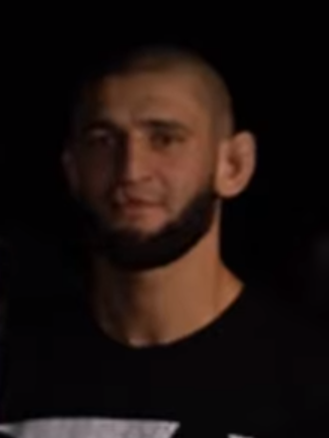
Khamzat Chimaev (* 1994)

- Chimalpopoca (1404–1427), aztekischer Herrscher von Tenochtitlán
- Chimangeni, Olipa, malawische Politikerin
- Chimani, Leopold (1774–1844), österreichischer Pädagoge, Zensor und Jugendschriftsteller
- Chimano, kenianischer Sänger und Komponist
- Chimaras, Laura (* 1991), venezolanische Schauspielerin
- Chimbaira, Kudzai (1985–2018), simbabwisch-schwedische Schauspielerin und Regisseurin
- Chimbonda, Pascal (* 1979), französischer Fußballspieler
- Chimdee, Suppachai (* 1991), thailändischer Sprinter
- Chime Rinpoche (* 1941), tibetischer Lama
- Chime, Nkechi Leticia (* 1993), nigerianische Kugelstoßerin
- Chimel, Tony (* 1967), US-amerikanischer Ringsprecher
- Chimelli, Rudolph (1928–2016), deutscher Journalist und Autor
- Chimenti, Antonio (* 1970), italienischer Fußballtorhüter
- Chimenti, Jeff (* 1968), US-amerikanischer Keyboarder
- Chimento, Enrique, argentinischer Fußballspieler
- Chimera, Jason (* 1979), kanadischer Eishockeyspieler
- Chimera, Rocha, kenianischer Schriftsteller
- Chimeri, Ettore (1924–1960), venezolanischer Rennfahrer
- Chimes, Terry (* 1956), englischer Punk-Musiker
- Chimier, Jonathan (* 1982), mauritischer Weitspringer
- Chiminello, Anthony (1938–2002), italienischer Geistlicher, Bischof von Keetmanshoop
- Chiminello, Vincenzo (1741–1815), italienischer Astronom
- Chimirri, Bruno (1842–1917), italienischer Politiker
- Chimirri, Sante (* 1924), italienischer Filmschaffender
- Chimitsch, Andrij (* 1937), sowjetischer Kanute
- Chimitsch, Anna-Marija (* 2006), ukrainische Leichtathletin
- Chimjak, Andrij (* 1981), ukrainischer Geistlicher, ukrainisch griechisch-katholischer Weihbischof in Kiew
- Chimoio, Francisco (* 1947), mosambikanischer Ordensgeistlicher, römisch-katholischer Erzbischof von Maputo
- Chimol, Avraham Ben (* 1985), israelischer Basketballspieler
- Chimole, Matthias A. (1916–2005), malawischer Bischof
- Chimombo, Callista (* 1959), malawische First Lady
- Chimsa, Deressa (* 1976), äthiopischer Marathonläufer
- Chimura, Itaru (* 1975), japanischer Snowboarder
- Chimusasa, Tendai (* 1971), simbabwischer Langstreckenläufer
- Chimy, Jeronim Isidor (1919–1992), kanadisch-ukrainischer Bischof der ukrainisch griechisch-katholischen Eparchie New Westminster

### Chin
- Chin A Sen, Henk (1934–1999), surinamischer Internist und Politiker
- Chin Han (* 1969), singapurischer Film- und Fernseh-SchauspielerChin Han (* 1969)

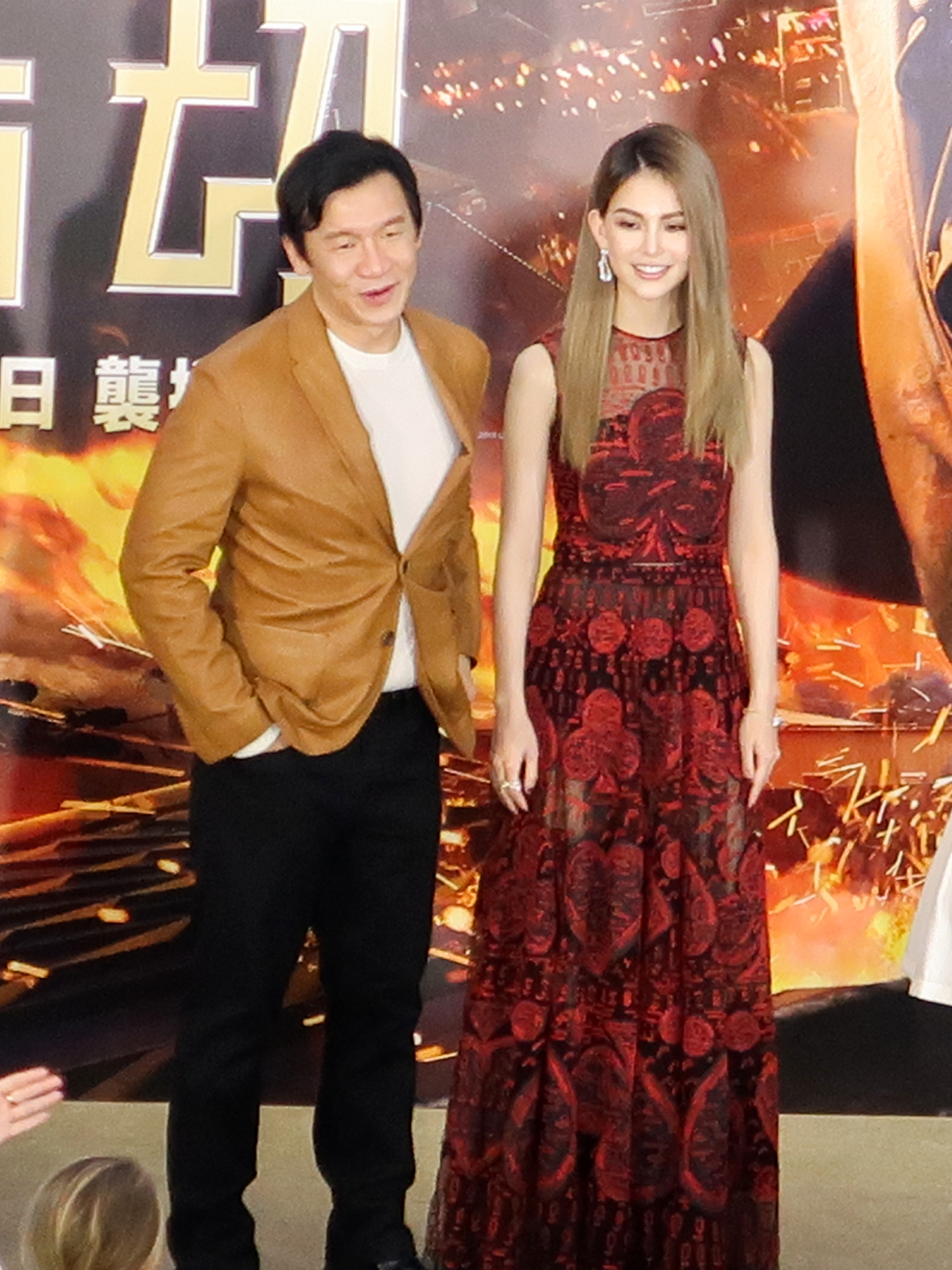
Chin Han (* 1969)

- Chin Sophonpanich (1910–1988), thailändischer Unternehmer
- Chin, Cheng-Lan, Hongkonger Schauspielerin
- Chin, Cheryl (* 1979), singapurische Schauspielerin
- Chin, Eei Hui (* 1982), malaysische Badmintonspielerin
- Chin, Elias Camsek (* 1949), palauischer Politiker
- Chin, Frank (* 1940), chinesisch-amerikanischer Schriftsteller
- Chin, Honson (* 1956), jamaikanischer Radrennfahrer
- Chin, Jimmy (* 1973), US-amerikanischer Extremsportler, Fotograf und FilmemacherJimmy Chin (* 1973)

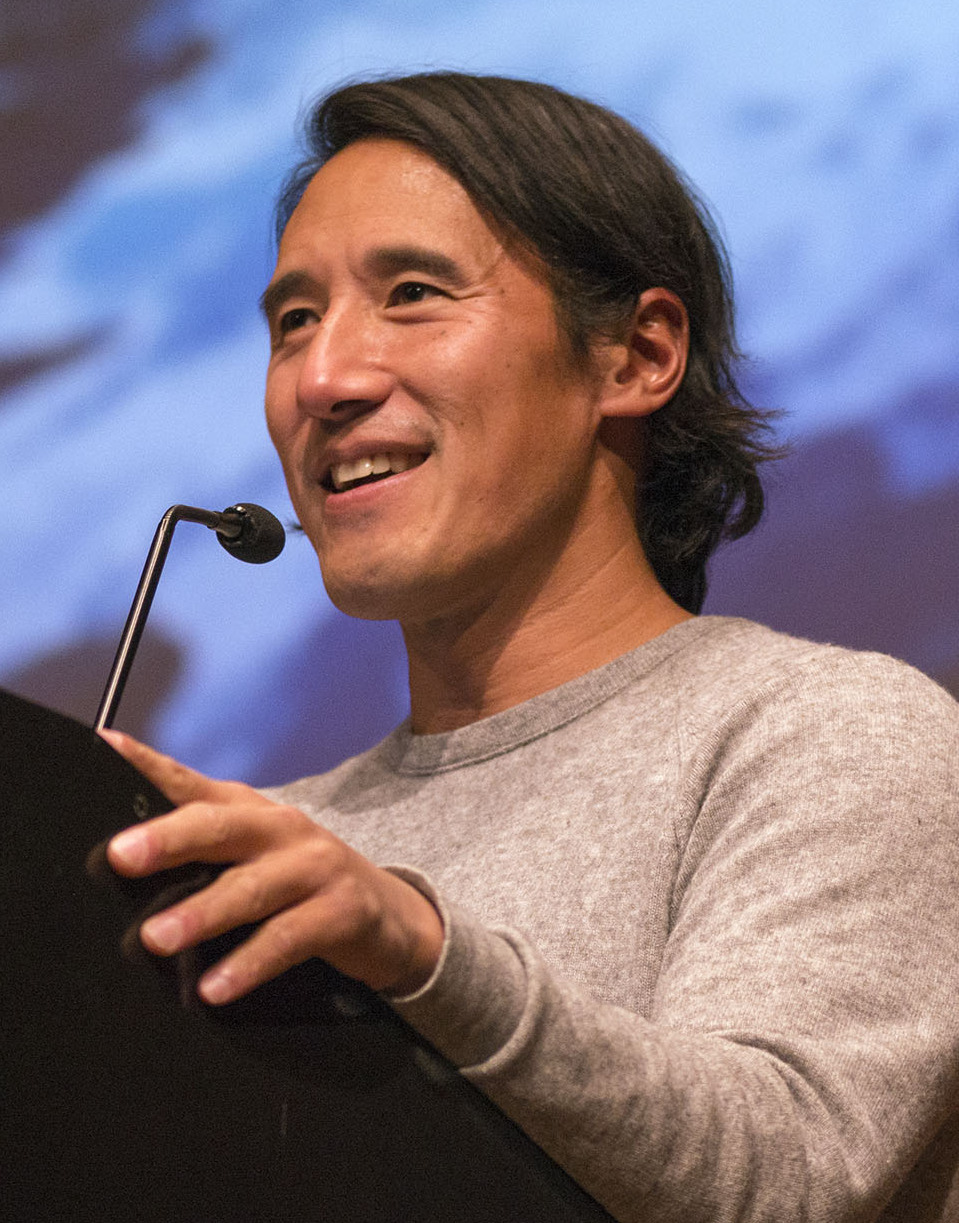
Jimmy Chin (* 1973)

- Chin, John (* 1976), US-amerikanischer Jazzmusiker (Piano)
- Chin, Jon, australischer Badmintonspieler malaysischer Herkunft
- Chin, Judy, Maskenbildnerin
- Chin, Kuai-ti (1915–1937), chinesischer Boxer
- Chin, Shunshin (1924–2015), japanisch-taiwanischer Schriftsteller
- Chin, Tessanne (* 1985), jamaikanische Popsängerin
- Chin, Tiffany (* 1967), US-amerikanische Eiskunstläuferin
- Chin, Un-suk (* 1961), südkoreanische Komponistin
- Chin, Vincent (1937–2003), jamaikanischer Musikproduzent und Unternehmer
- Chin-Malenski, Felicia (* 1995), deutsche Schauspielerin und Musikerin
- China (* 1980), brasilianischer Fußballspieler
- China, Edd (* 1971), englischer FernsehmoderatorEdd China (* 1971)

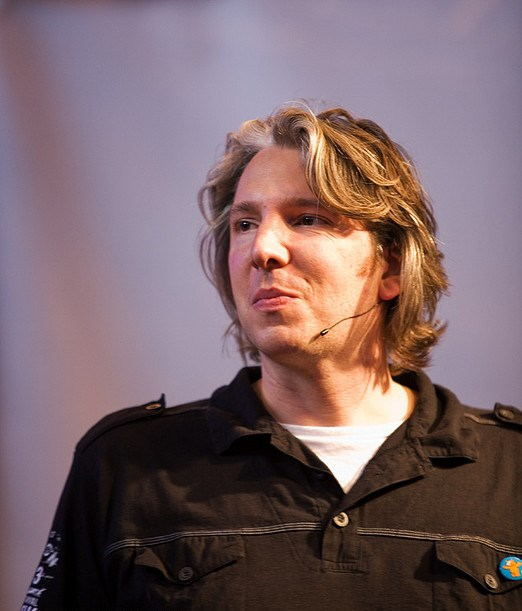
Edd China (* 1971)

- Chinaglia, Arlindo (* 1949), brasilianischer Politiker und Mediziner
- Chinaglia, Giorgio (1947–2012), italienischer Fußballspieler
- Chinamasa, Patrick (* 1947), simbabwischer Politiker
- Chinami, Yoshida (* 1991), japanische Curlerin
- Chinappa, Joshna (* 1986), indische Squashspielerin
- Chinbunchorn Somrak (* 2003), thailändischer Fußballspieler
- Chinchilla Vega, Pablo (* 1978), costa-ricanischer Fußballspieler
- Chinchilla, Laura (* 1959), costa-ricanische Politikerin
- Chinchilla, Priscilla (* 2001), costa-ricanische Fußballspielerin
- Chinchonero, El (1835–1868), honduranischer Politiker und Militär
- Chindanai Limprayoon (* 2007), thailändischer Fußballspieler
- Chindanai Wongpraset (* 1987), thailändischer Fußballspieler
- Chindaswinth († 653), König der WestgotenChindaswinth († 653)

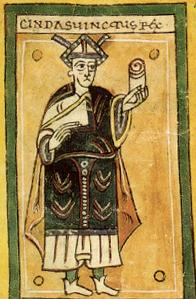
Chindaswinth († 653)

- Chindblom, Carl R. (1870–1956), US-amerikanischer Politiker
- Chindriș, Andrei (* 1999), rumänischer Fußballspieler
- Chinebuah, Isaac († 2006), ghanaischer Politiker
- Chinen, Kei (* 1995), japanischer Fußballspieler
- Chinen, Nate, US-amerikanischer Journalist und Autor
- Chinen, Takashi (* 1967), japanischer Turner
- Chinen, Tetsuya (* 1997), japanischer Fußballspieler
- Chinen, Yūri (* 1993), japanischer Sänger und Schauspieler
- Chinen, Yūtarō (* 1993), japanischer Fußballspieler
- Chinenyeze, Barthélémy (* 1998), französischer Volleyballspieler
- Chinery, Michael (* 1938), britischer Naturforscher und Sachbuchautor
- Chinesinho (1935–2011), brasilianischer Fußballspieler und -trainer
- Chinetti, Alfredo (* 1949), italienischer Radrennfahrer
- Chinetti, Luigi (1901–1994), italienisch-US-amerikanischer Automobilrennfahrer
- Chinetti, Luigi junior (* 1942), US-amerikanischer Autorennfahrer
- Chinezu, Titu Liviu (1904–1955), rumänischer Priester, Weihbischof in Făgăraș und Alba Iulia
- Ching Cheong (* 1949), chinesischer Journalist
- Ching He Huang (* 1978), britisch-taiwanische Fernsehköchin und Autorin von Kochbüchern
- Ching Li (1945–2017), chinesische Schauspielerin
- Ching Ling Foo (1854–1922), chinesischer Jongleur und Zauberkünstler
- Ching, Brian (* 1978), US-amerikanischer Fußballspieler
- Ching, Jeffrey (* 1965), britischer Komponist
- Ching, Julia (1934–2001), kanadische Sinologin chinesischer Herkunft, Professorin für Religion, Philosophie und Ostasienwissenschaften
- Ching, Ray (* 1939), neuseeländischer Vogelmaler
- Ching, Roy (* 1993), neuseeländischer Volleyballspieler
- Ching, Siu-Tung (* 1953), chinesischer Regisseur
- Ching, William (1913–1989), US-amerikanischer Schauspieler
- Chingizoglu, Anvar (* 1962), aserbaidschanischer Journalist, Publizist, Ethnologe und Historiker
- Chingotto, Federico (* 1997), argentinischer PadelspielerFederico Chingotto (* 1997)

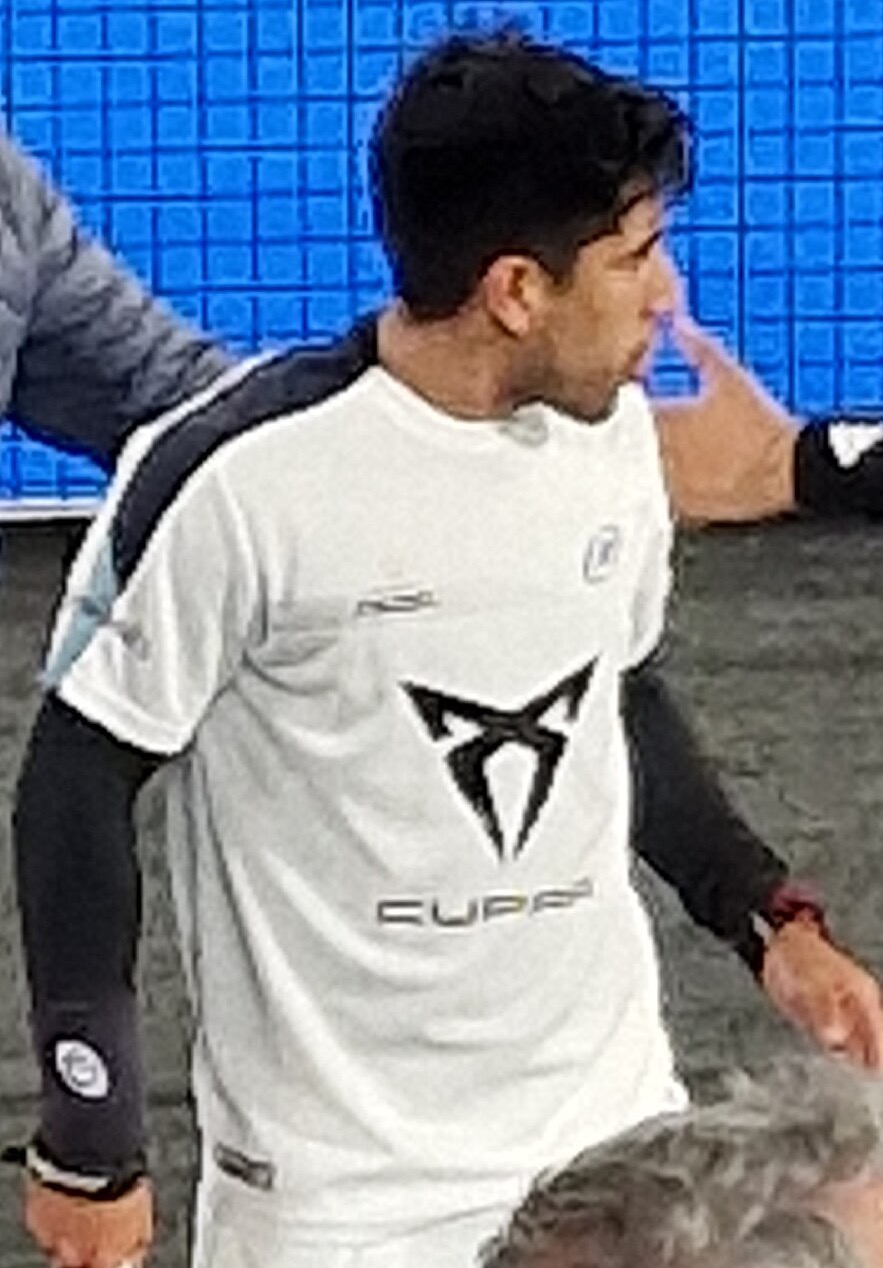
Federico Chingotto (* 1997)

- Chingy (* 1980), US-amerikanischer Rapper
- Chinhengo, Moses Hungwe (* 1955), simbabwischer Jurist, Richter am Obersten Gerichtshof von Botswana
- Chini, Paolo (1928–1980), italienischer Chemiker
- Chinin, Carlos (* 1985), brasilianischer Zehnkämpfer
- Chiniquy, Charles (1809–1899), kanadischer Priester
- Chinitor, Vanessa (* 1976), belgische Sängerin
- Chinkin, Christine (* 1949), Juristin
- Chinlund, Nick (* 1961), US-amerikanischer Schauspieler
- Chinmayananda (1916–1993), indischer Lehrer des modernen Hinduismus, Begründer der Chinmaya-Mission
- Chinmayo (1936–2021), deutscher Maler, Objektkünstler und Schriftsteller
- Chinmoy (1931–2007), indischer spiritueller Lehrer, Philosoph und GuruChinmoy (1931–2007)

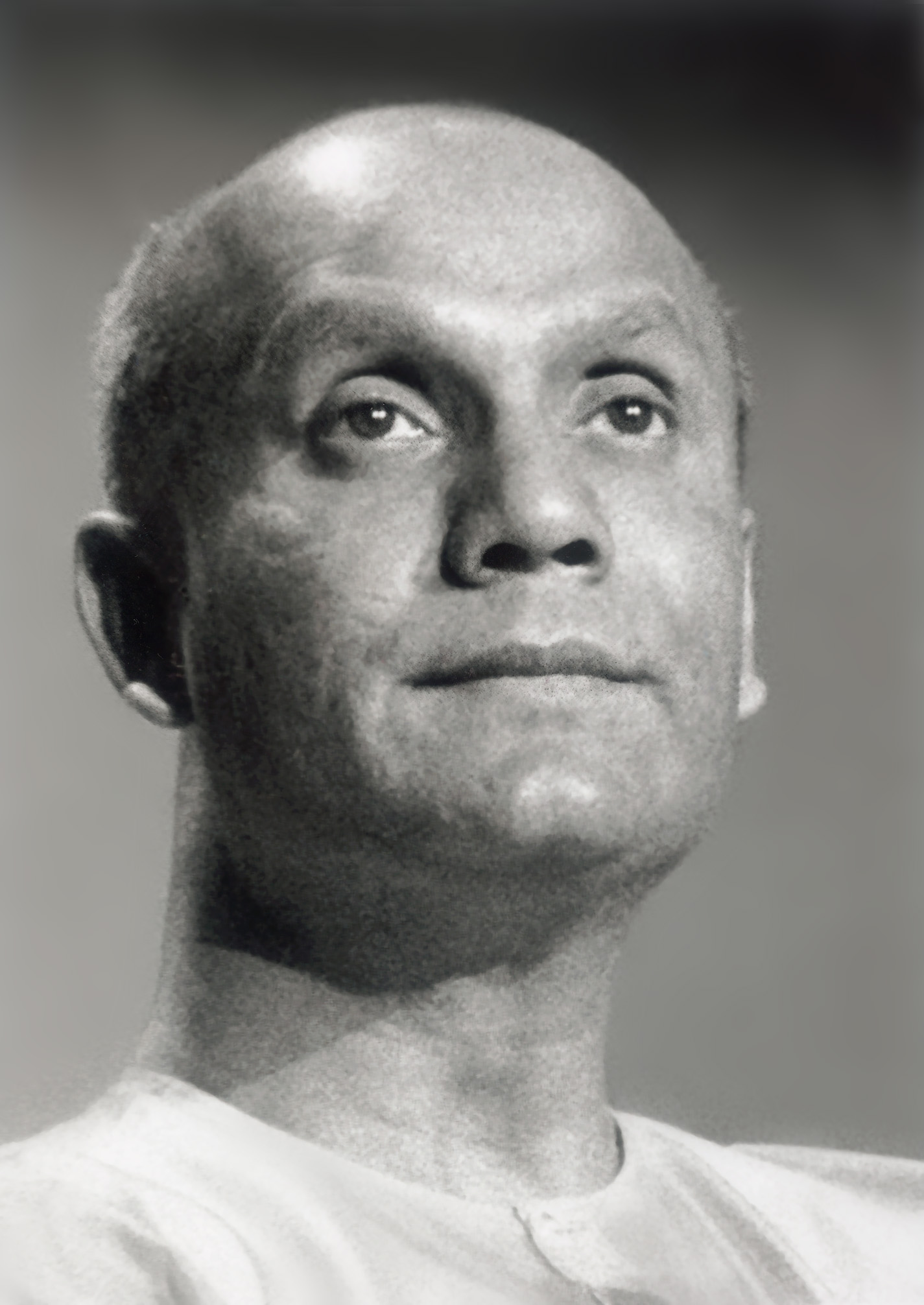
Chinmoy (1931–2007)

- Chinn, Anthony (1930–2000), britischer Schauspieler
- Chinn, Jeremy (* 1998), US-amerikanischer American-Football-Spieler
- Chinn, Joseph (1798–1840), US-amerikanischer Politiker
- Chinn, May Edward (1896–1980), US-amerikanische Ärztin und medizinische Forscherin
- Chinn, Nicky (* 1945), englischer Songwriter und Musik-Produzent
- Chinn, Simon, Filmproduzent
- Chinn, Thomas Withers (1791–1852), US-amerikanischer Politiker
- Chinnabathini, Bhagyaiah (* 1956), indischer Geistlicher und römisch-katholischer Bischof von Guntur
- Chinnachot Natasan (* 1982), thailändischer Fußballspieler
- Chinnappa, Malayappan (* 1937), indischer Priester und Alterzbischof von Madras-Mylapore
- Chinnatun Jugtong (* 1998), thailändischer Fußballspieler
- Chinnava, Kittur (1778–1829), Königin von Kittur
- Chinnawat Prachuabmon (* 2004), thailändischer Fußballspieler
- Chinnawat Wongchai (* 1996), thailändischer Fußballspieler
- Chinnery, George (1774–1852), britischer Maler
- Chinnici, Caterina (* 1954), italienische Politikerin
- Chinnici, Rocco (1925–1983), italienischer Staatsanwalt und Ermittlungsrichter
- Chinnick, Rick (* 1953), kanadischer Eishockeyspieler
- Chino XL (1974–2024), US-amerikanischer RapperChino XL (1974–2024)

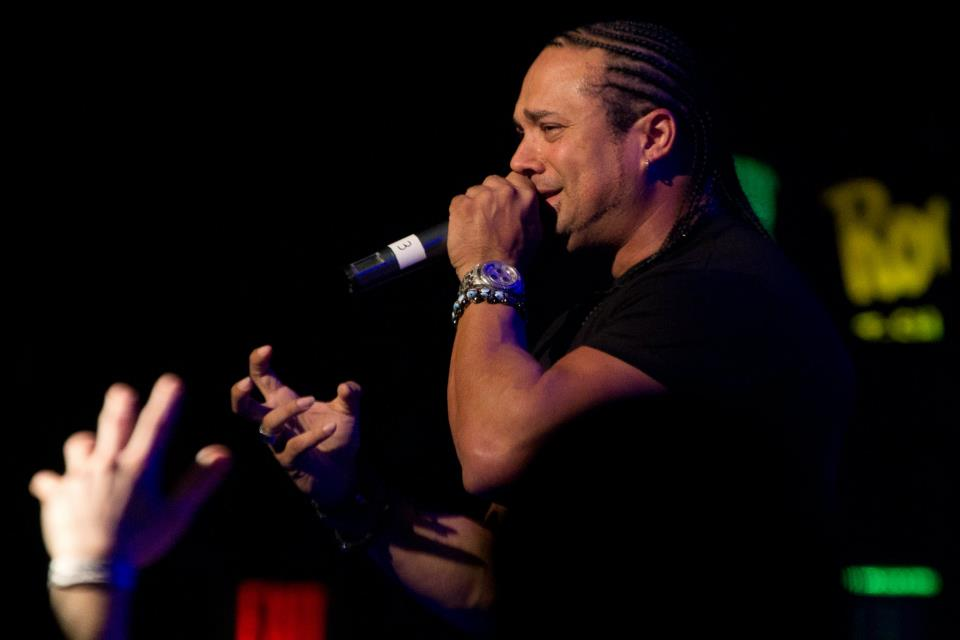
Chino XL (1974–2024)

- Chino, Masako (1880–1946), japanische Lyrikerin
- Chino, Shōshō (1883–1946), japanischer Germanist und Übersetzer
- Chino, Toshiki (* 1985), japanischer Fußballspieler
- Chinodya, Shimmer (* 1957), simbabwischer Schriftsteller und Drehbuchautor
- Chinonso, Thomas (* 2003), nigerianischer Fußballspieler
- Chinouriri, Rachel (* 1999), englische Popmusikerin
- Chinoy, Mumtaj (* 1922), indische Badmintonspielerin
- Chintara Sukapatana (* 1965), thailändische Schauspielerin
- Chintibidse, Elgudscha (* 1937), georgischer Philologe und Hochschullehrer
- Chintila († 639), König der Westgoten (636–639)
- Chintilă, Spiru (1921–1985), rumänischer Maler
- Chintreuil, Antoine (1814–1873), französischer Landschaftsmaler
- Chintschagischwili, Dawit (* 1982), georgischer Rugby-Union-Spieler
- Chintschegaschwili, Wladimer (* 1991), georgischer Ringer
- Chintschin, Alexander Jakowlewitsch (1894–1959), sowjetischer Mathematiker
- Chintschuk, Lew Michailowitsch (1868–1944), sowjetischer Diplomat
- Chinx (1983–2015), US-amerikanischer Rapper
- Chinyahara, Tanaka (* 1995), simbabwischer Fußballspieler
- Chinyama Chinyemba, Evans (* 1967), sambischer Ordensgeistlicher, Bischof von Mongu
- Chinyama, Takesure (* 1982), simbabwischer Fußballspieler
- Chinyama, Willy (* 1984), sambischer Fußballspieler
- Chinyanta, John (* 1961), sambischer Politiker, Minister der Luapulaprovinz
- Chinyemba, Patrick (* 2001), sambischer Boxer
- Chinzer, Giovanni (* 1698), italienischer Komponist, Impresario und Trompeter
- Chinzer, Giuseppe, italienischer Cellist und Komponist des Spätbarock und der Vorklassik

### Chio
- Chiocca, Sauveur (1929–2015), französischer Boxer
- Chiocchetti, Alessandro (* 2001), italienischer Skilangläufer
- Chiocchetti, Renzo (1945–2020), italienischer Skilangläufer
- Chiocchio, Fernande (1929–2021), kanadische Sängerin (Mezzosopran) und Musikpädagogin
- Chioccioli, Franco (* 1959), italienischer Radrennfahrer
- Chioda, Mike (* 1966), US-amerikanischer RingrichterMike Chioda (* 1966)

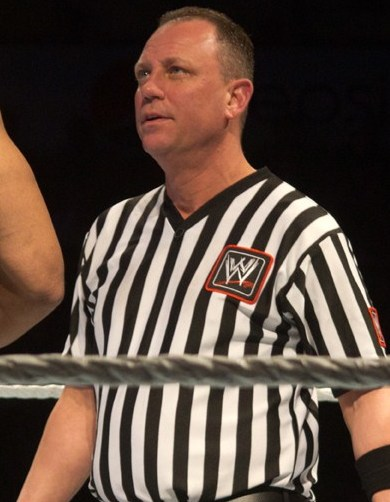
Mike Chioda (* 1966)

- Chiodera, Alfred (1850–1916), Schweizer Architekt
- Chiodi, Maurizio (* 1955), italienischer Theologe
- Chiodo, Alessandro, italienischer bildender Künstler und Autor
- Chiodo, Andy (* 1983), kanadischer Eishockeytorwart
- Chiodo, Domenico (1823–1870), italienischer Marineingenieur und Architekt
- Chiodo, Giacomo (1759–1842), italienischer Archivar
- Chiodo, Stephen (* 1954), US-amerikanischer Filmspezialist, Filmregisseur und Filmschaffender
- Chiogna, Cesare (1910–1978), Schweizer Skisportler
- Chiomara, Gattin des Tolistobogier-Führers Ortiagon
- Chion, Michel (* 1947), französischer Autor und Komponist der Elektronischen Musik und der Musique concrète
- Chiona, James (1924–2008), malawischer Geistlicher, Erzbischof von Blantyre
- Chione von Thessaloniki († 304), Märtyrerin
- Chionides, antiker Komödiendichter
- Chionis, Olympionike der Olympischen Spiele der Antike
- Chionoi, Chartchai (1942–2018), thailändischer Boxer im Fliegengewicht
- Chiossich, Johann († 1820), österreichischer Soldat
- Chiosso, Renzo (1877–1949), italienischer Drehbuchautor, Schriftsteller und Filmregisseur
- Chiossone, Edoardo (1833–1898), italienischer Radierer
- Chiostri, Carlo (1863–1939), italienischer Künstler und Illustrator
- Chiote, Eduarda (* 1930), portugiesische Lyrikerin und Schriftstellerin
- Chiotis, Dionysis (* 1977), griechischer Fußballtorhüter
- Chiotis, Manolis (1920–1970), griechischer Bouzouki-Spieler
- Chiout, Dominique (* 1971), deutsche Schauspielerin
- Chiout, Herbert (1910–2010), deutscher Lehrer und Erziehungswissenschaftler
- Chiovenda, Giuseppe (1872–1937), italienischer Rechtswissenschaftler und Hochschullehrer

### Chip
- Chip (* 1990), britischer Rapper
- Chip E. (* 1966), US-amerikanischer Musiker und DJ
- Chip, George (1888–1960), US-amerikanischer Boxer, Weltmeister im Mittelgewicht
- Chipanga, Chiletso (* 1987), malawischer Schachspieler
- Chipangama, Jordan (* 1988), sambischer Langstreckenläufer
- Chiparus, Demétre (1886–1947), rumänischer Bildhauer und Keramiker des Art déco
- Chipault, Flavien (* 1985), französischer Radrennfahrer
- Chipaumire, Nora (* 1965), US-amerikanische Tänzerin, Choreografin und Dozentin
- Chipchase, Ian (* 1952), britischer Hammerwerfer
- Chipchura, Kyle (* 1986), kanadischer Eishockeyspieler und -trainer
- Chipciu, Alexandru (* 1989), rumänischer Fußballspieler
- Chipeco, Joaquin (* 1942), philippinischer Politiker
- Chipembere, Catherine (* 1935), malawische Politikerin und Frauenrechtsaktivistin
- Chiper-Lillemark, George (* 1979), rumänischer Kameramann
- Chiperfield, Burnett M. (1870–1940), US-amerikanischer Politiker
- Chiperfield, Robert B. (1899–1971), US-amerikanischer Politiker
- Chipezeze, Elvis (* 1990), simbabwischer Fußballtorwart
- Chiplunkar, Rahul (* 1999), Schweizer Unihockeyspieler
- Chiplunkar, Rohit (* 2003), Schweizer Unihockeyspieler
- Chipman, Dana K. (* 1958), US-amerikanischer Militärjurist
- Chipman, Daniel (1765–1850), US-amerikanischer Politiker
- Chipman, John Logan (1830–1893), US-amerikanischer Politiker
- Chipman, John Smith (1800–1869), US-amerikanischer Politiker
- Chipman, Nathaniel (1752–1843), US-amerikanischer Politiker
- Chipman, Norton P. (1834–1924), US-amerikanischer Politiker
- Chipolina, Joseph (* 1987), gibraltarischer Fußballspieler
- Chipolina, Kenneth (* 1994), gibraltarischer Fußballspieler
- Chipolina, Roy (* 1983), gibraltarischer Fußballspieler
- Chipp, Don (1925–2006), australischer Politiker
- Chipp, Edmund (1823–1886), britischer Organist und Komponist
- Chipp, Herbert (1850–1903), englischer Tennisspieler
- Chippendale, Brian (* 1964), englischer Fußballspieler
- Chippendale, George McCartney (1921–2010), australischer Botaniker und Geobotaniker
- Chippendale, Thomas, britischer Möbeldesigner und -hersteller
- Chipperfield, David (* 1953), britischer ArchitektDavid Chipperfield (* 1953)

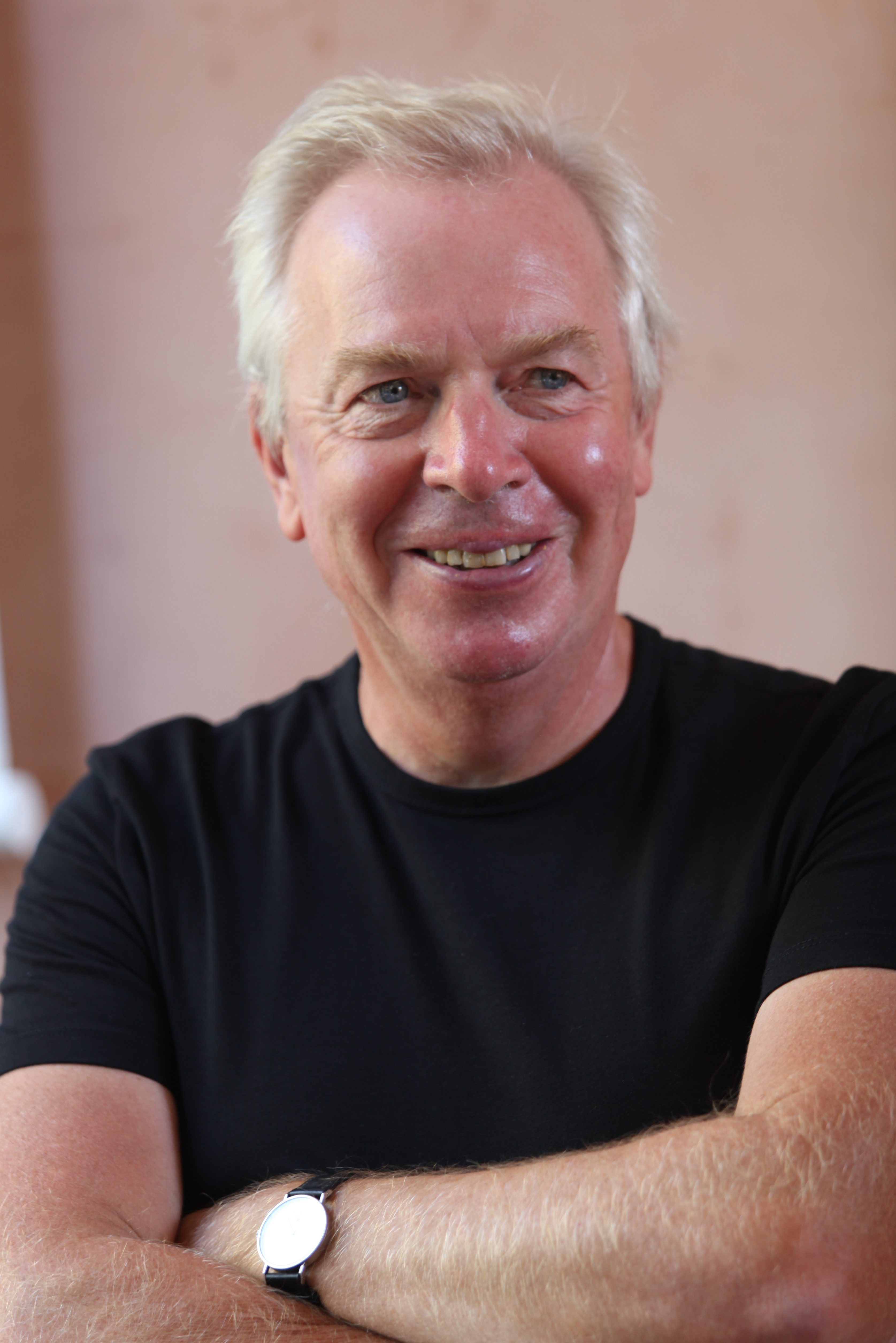
David Chipperfield (* 1953)

- Chipperfield, Liam (* 2004), schweizerisch-australischer Fussballspieler
- Chipperfield, Ron (* 1954), kanadischer Eishockeyspieler und -trainer
- Chipperfield, Scott (* 1975), australisch-schweizerischer Fußballspieler
- Chippindale, Paul T. (* 1963), kanadisch-US-amerikanischer Herpetologe
- Chippindall, Lucy Katherine Armitage (1913–1992), südafrikanische Botanikerin und Agrostologin
- Chipungu, Kenneth (* 1953), sambischer Politiker

### Chiq
- Chiquart, mittelalterlicher Koch und Kochbuchautor
- Chiquet, Eugène (* 1863), französischer Maler und Kupferstecher
- Chiquet, Fabian (* 1985), Schweizer Künstler, Musiker und Theatermacher
- Chiquet, Nelson (* 1997), Schweizer Eishockeyspieler
- Chiquinho (* 1974), brasilianischer Fußballspieler
- Chiquinho (* 1989), brasilianischer Fußballspieler

### Chir
- Chira Ratanarat (* 1940), thailändischer Automobilbauingenieur und Manager
- Chira, Andreea (* 1991), rumänische Panflötistin
- Chirac, Bernadette (* 1933), französische Politikerin und Witwe Jacques ChiracsBernadette Chirac (* 1933)

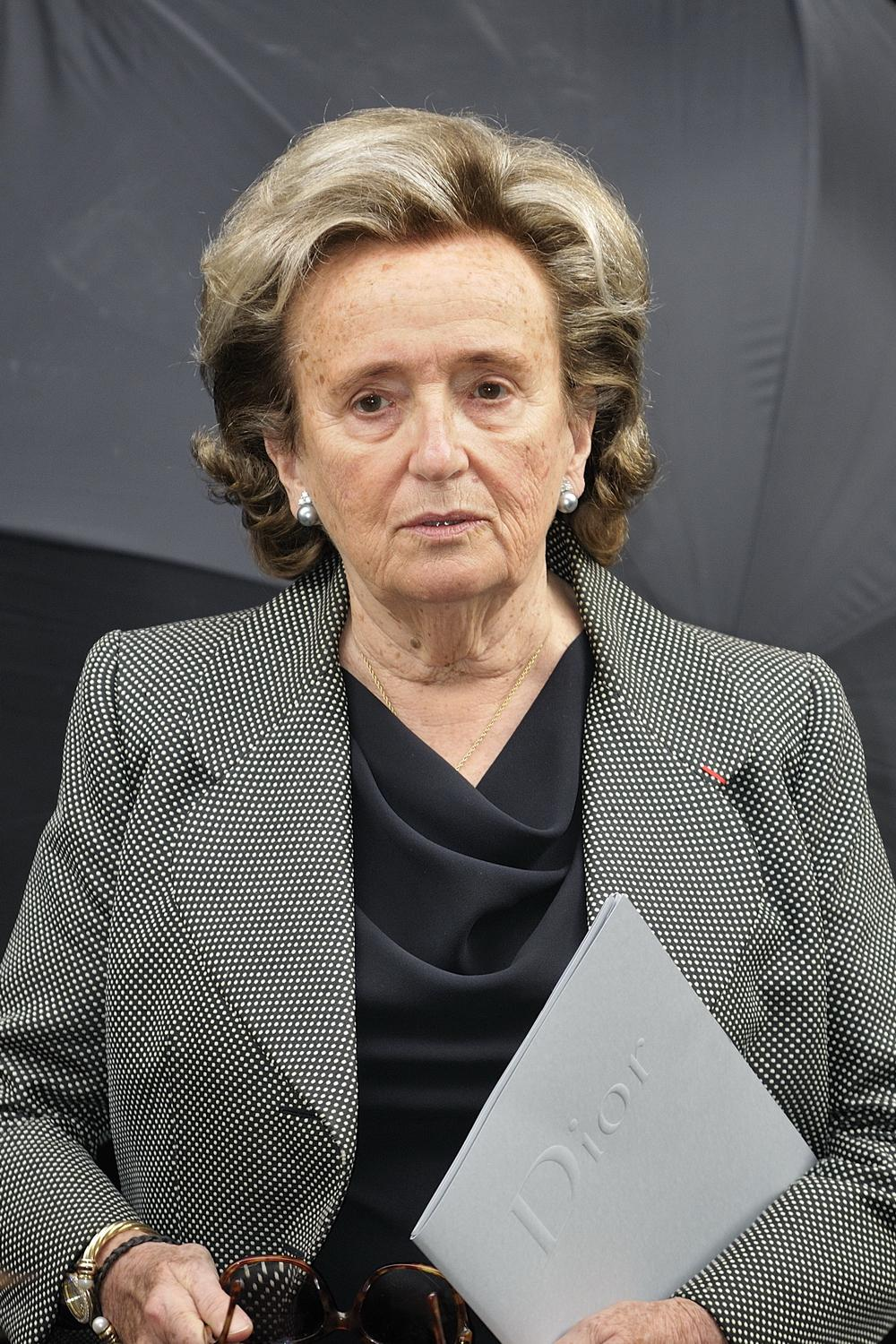
Bernadette Chirac (* 1933)

- Chirac, Claude (* 1962), französische Kommunikationsberaterin
- Chirac, Jacques (1932–2019), französischer Politiker und Staatspräsident, MdEPJacques Chirac (1932–2019)

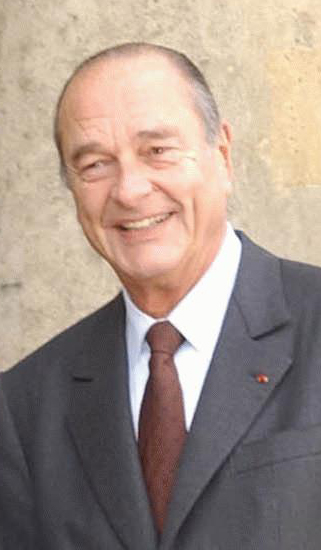
Jacques Chirac (1932–2019)

- Chirac, Pierre († 1732), französischer Anatom
- Chirackal, Jose (* 1960), indischer Geistlicher und römisch-katholischer Weihbischof in Tura
- Chirambo, Douglas (1990–2015), malawischer Fußballspieler
- Chiramel Mankidiyan, Mariam Thresia (1876–1926), indische Ordensschwester und Heilige
- Chiranjeevi (* 1955), indischer Schauspieler, Produzent, Politiker und Mitglied der Indian National Congress
- Chiraphat Patinyaloet (* 2004), thailändischer Fußballspieler
- Chiraphong Raksongkham (* 2001), thailändischer Fußballspieler
- Chirappanath, Stephen (* 1961), indischer Geistlicher, Apostolischer Visitator für die syro-malabarischen Christen in Europa
- Chiraprapha, Königin von Lan Na
- Chiraqī, al-, sunnitischer Jurist der hanbalitischen Rechtschule
- Chirathivat, Tos (* 1964), thailändischer Manager
- Chirault, Thomas (* 1997), französischer Bogenschütze
- Chirawat Wangthaphan (* 1998), thailändischer Fußballspieler
- Chirayath, Anthony (* 1941), indischer Geistlicher, emeritierter syro-malabarischer Bischof von Sagar
- Chirayu Isarangkun Na Ayutthaya (* 1942), thailändischer Ökonom und Hofbeamter
- Chirayut Sukkaen (* 2000), thailändischer Fußballspieler
- Chirazi, Noelia (* 2002), österreichische Schauspielerin
- Chirbes, Rafael (1949–2015), spanischer SchriftstellerRafael Chirbes (1949–2015)

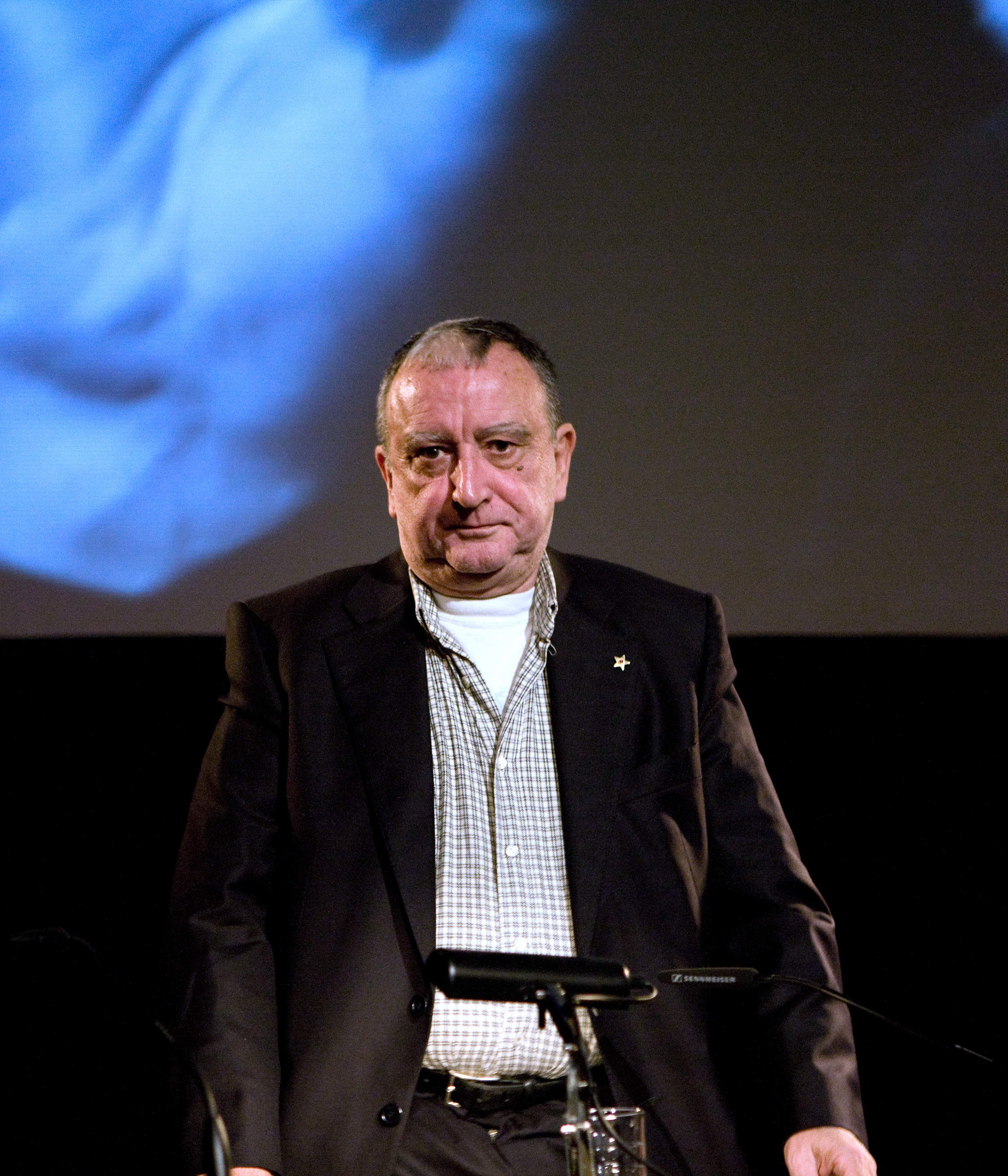
Rafael Chirbes (1949–2015)

- Chirchir, David Maiyo (* 1976), kenianischer Marathonläufer
- Chirchir, Selina (* 1968), kenianische Leichtathletin
- Chircop, Alfred (1933–2015), maltesischer Maler
- Chircop, Lynn (* 1980), maltesische Sängerin
- Chireh, Joseph Yieleh (* 1954), ghanaischer Pharmazeut, Rechtspfleger, Botschafter und Politiker (NDC)
- Chiri, Yukie (1903–1922), japanische Linguistin und Volkskundlerin
- Chiriac, Cornel (1942–1975), rumänischer Radio-DJ
- Chiriac, Mircea (1919–1994), rumänischer Komponist
- Chiriac, Vlad (* 1979), deutscher Schauspieler
- Chiriacopol, Epaminondas (* 1952), französischer Komponist rumänischer Herkunft
- Chiriaeff, Ludmilla (1924–1996), lettisch-kanadische Tänzerin und Choreografin
- Chiriboga, Benigno (1900–1981), ecuadorianischer Geistlicher und römisch-katholischer Bischof
- Chiricheș, Vlad (* 1989), rumänischer Fußballspieler
- Chirico, Louisa (* 1996), US-amerikanische Tennisspielerin
- Chirik, Paul (* 1973), US-amerikanischer Chemiker
- Chirikure, Chirikure (* 1962), simbabwischer Lyriker und Erzähler
- Chirillo, James (* 1953), US-amerikanischer Jazzmusiker, Arrangeur und Komponist
- Chirillo, Louis (* 1961), US-amerikanischer Schauspieler und Synchronsprecher kolumbianischer Abstammung
- Chirimini, Oscar (1917–1961), uruguayischer Fußballspieler
- Chirino, Mario, chilenischer Fußballspieler
- Chirino, Martín (1925–2019), spanischer Bildhauer
- Chirino, Willy (* 1947), kubanischer Musiker, Sänger und Songschreiber; Emmy-Preisträger
- Chirinos, Arsenio (1934–2015), venezolanischer Radrennfahrer
- Chirinos, Cayetana (* 2008), peruanisch-spanische Leichtathletin
- Chirinos, Daniel (1922–1991), chilenischer Fußballspieler
- Chirinos, Juan Carlos (* 1967), venezolanischer Schriftsteller
- Chirinos, Víctor (* 1941), venezolanischer Radrennfahrer
- Chirio, Laurent (* 1957), französisch-italienischer Biologe und Herpetologe
- Chiriță, Iulian (* 1967), rumänischer Fußballspieler
- Chirivella Varela, Tulio Manuel (1932–2021), venezolanischer Geistlicher, römisch-katholischer Erzbischof von Barquisimeto
- Chirivella, Pedro (* 1997), spanischer Fußballspieler
- Chirlaque, Sandra (* 1988), spanische Badmintonspielerin
- Chiroiu, Vasile (1910–1976), rumänischer Fußballspieler und -trainer
- Chiron, griechischer Töpfer
- Chiron, Léopold (1845–1916), französischer Prähistoriker
- Chiron, Louis (1899–1979), monegassischer AutomobilrennfahrerLouis Chiron (1899–1979)

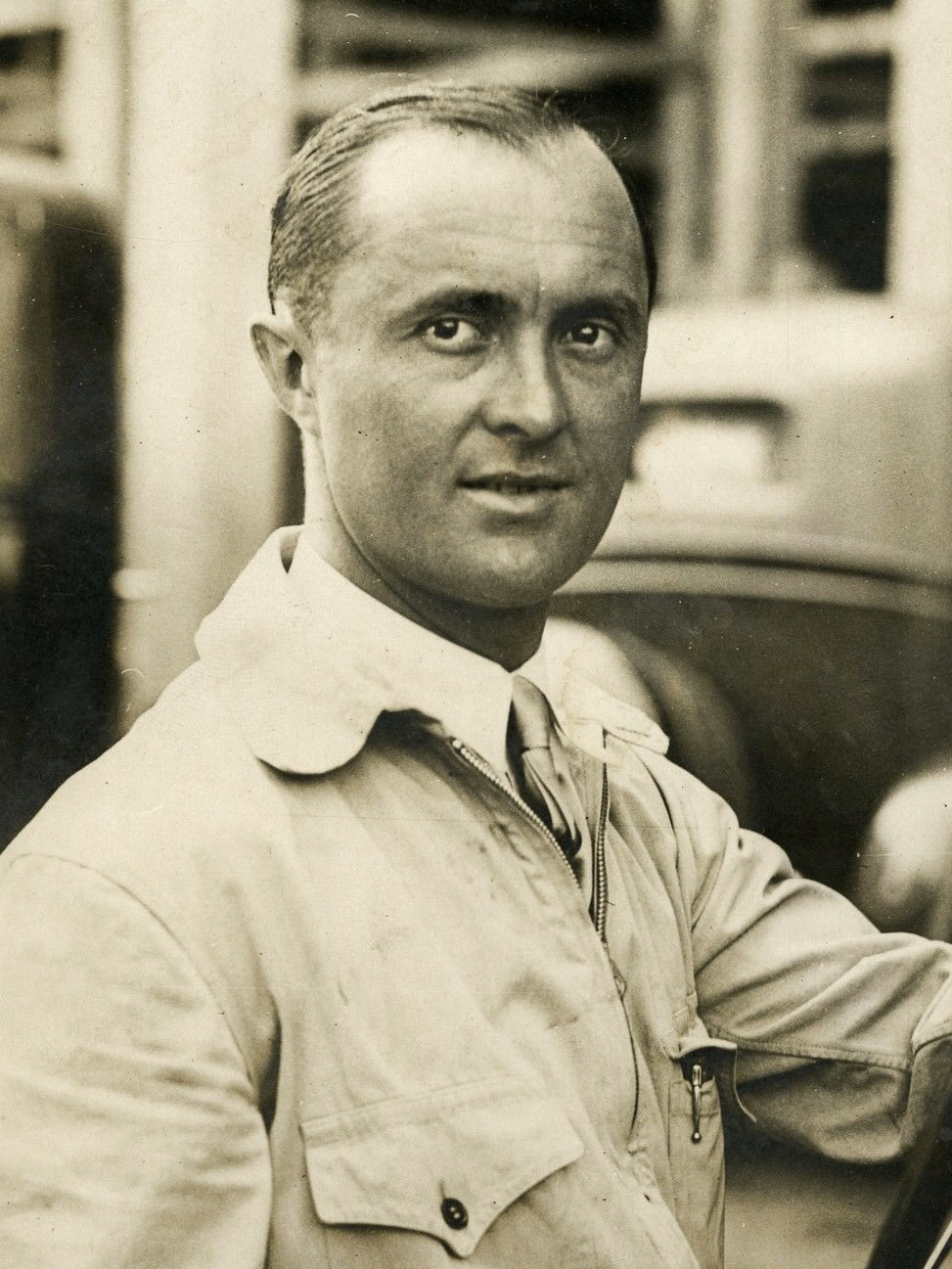
Louis Chiron (1899–1979)

- Chirouse, Eugène-Casimir (1854–1927), Priester, Oblate, Missionar in British Columbia und Washington
- Chirovici, E. O. (* 1964), rumänischer Ökonom und Schriftsteller
- Chirrīt ibn Rāschid an-Nādschī, al- († 658), Person des Islam
- Chirtoacă, Dorin (* 1978), moldauischer Politiker; ehemaliger Bürgermeister von Chișinău
- Chiruchi, Juan (* 1947), uruguayischer Politiker
- Chirurg von der Weser, Chirurg, Kommentator und Überlieferer
- Chirwa, Allan Ngitsi (* 1995), malawischer Mittelstreckenläufer
- Chirwa, Jane (* 1990), deutsche Schauspielerin
- Chirwa, Orton (1919–1992), Jurist und Politiker in Nyasaland und Malawi
- Chirwa, Vera (* 1932), Rechtsanwältin und Menschenrechtsaktivistin aus Malawi

### Chis
- Chisaka, Takamasa (1841–1912), japanischer Offizier, Gouverneur, Manager und Politiker
- Chisaneischwili, Otar (* 1981), georgischer Fußballspieler
- Chisanga, Majory (* 1997), sambische Sprinterin
- Chisanga, Patrick (* 1971), sambischer Ordensgeistlicher, Bischof von Mansa
- Chisanga, Sydney (* 1970), sambischer Politiker, Minister der Zentralprovinz von Sambia
- Chisanischwili, Surab (* 1981), georgischer Fußballspieler
- Chisari, Francis V. (* 1942), US-amerikanischer Mediziner (Virologie, Immunologie)
- Chischnitschenko, Sergei (* 1991), kasachischer Fußballspieler
- Chischynkowa, Wolha (* 1986), belarussische Schönheitskönigin
- Chisda, Rab († 309), jüdischer Gelehrter (Amoräer)
- Chisendera, Gervazio Moses (1928–2004), malawischer Geistlicher, katholischer Bischof
- Chisha, Andrew Aaron (* 1933), samischer Geistlicher, emeritierter Bischof von Mansa
- Chishima, Tōru (* 1981), japanischer Fußballspieler
- Chisholm, Alan Rowland (1888–1981), australischer Romanist und Literaturwissenschaftler
- Chisholm, Andrew (* 1991), kanadischer Biathlet und Skilangläufer
- Chisholm, Anthony (1943–2020), US-amerikanischer Schauspieler
- Chisholm, Ashleigh (* 1990), australische Schauspielerin
- Chisholm, Brock (1896–1971), kanadischer Generaldirektor der Weltgesundheitsorganisation
- Chisholm, Carlyn, Baroness Chisholm of Owlpen (* 1951), britischer Politiker (Conservative Party) und Life Peeress
- Chisholm, Caroline (1808–1877), britische Philanthropin und Sozialreformerin
- Chisholm, Colin (* 1963), kanadischer Eishockeyspieler
- Chisholm, Erik (1904–1965), schottischer Komponist und Dirigent
- Chisholm, Geoffrey Donald (1929–2006), australischer Politiker
- Chisholm, George (1915–1997), schottischer Jazz-Posaunist, Arrangeur und Bandleader
- Chisholm, Hayden (* 1975), neuseeländischer Jazzsaxophonist, -klarinettist und Komponist
- Chisholm, Hugh (1866–1924), britischer Journalist
- Chisholm, Hugh J. (1847–1912), kanadisch-amerikanischer Unternehmer
- Chisholm, James († 1545), schottischer Geistlicher
- Chisholm, Jesse († 1868), US-amerikanischer Kaufmann und Führer
- Chisholm, Linda (* 1957), US-amerikanische Volleyball- und Beachvolleyballspielerin
- Chisholm, Malcolm (1945–2015), britischer Chemiker (Anorganische und Organo-Metallische Chemie)
- Chisholm, Malcolm (* 1949), schottischer Politiker (Labour), Mitglied des House of Commons
- Chisholm, Roderick (1916–1999), US-amerikanischer Philosoph
- Chisholm, Ross (* 1988), schottischer Fußballspieler
- Chisholm, Sallie (* 1947), US-amerikanische Ozeanographin und Meeresbiologin
- Chisholm, Shirley (1924–2005), US-amerikanische PolitikerinShirley Chisholm (1924–2005)

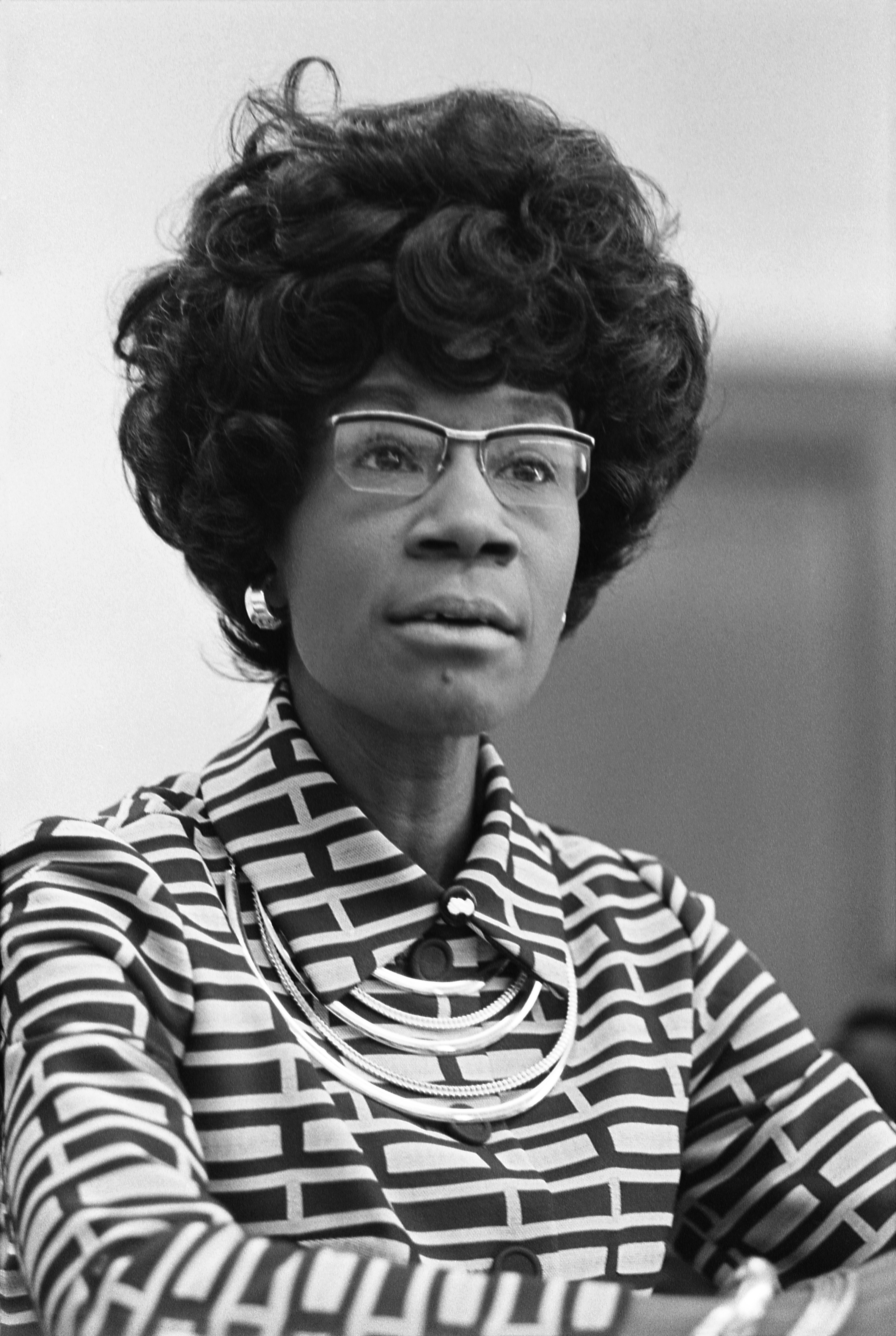
Shirley Chisholm (1924–2005)

- Chisholm, Tanya (* 1983), US-amerikanische Schauspielerin und Tänzerin
- Chishti, Muinuddin (1141–1230), islamischer Mystiker, Sufi und Sheikh des Chishtiyya-Ordens
- Chishti, Salim († 1572), Sufi des in Afghanistan entstandenen islamischen Chishtiyya-Ordens
- Chișinevschi, Iosif (1905–1962), rumänischer Politiker (PCR/PMR)
- Chisini, Oscar (1889–1967), italienischer Mathematiker
- Chislean, Viktor (* 1982), moldauischer Gewichtheber
- Chislett, Anne (* 1942), kanadische Autorin und Drehbuchautorin
- Chism, Chico (1927–2007), US-amerikanischer Bluesmusiker
- Chisman, Peter (1940–2003), britischer Radrennfahrer
- Chismatullin, Denis Rimowitsch (* 1984), russischer Schachgroßmeister
- Chisnall, Dave (* 1980), englischer Dartspieler
- Chisora, Dereck (* 1983), simbabwisch-britischer BoxerDereck Chisora (* 1983)

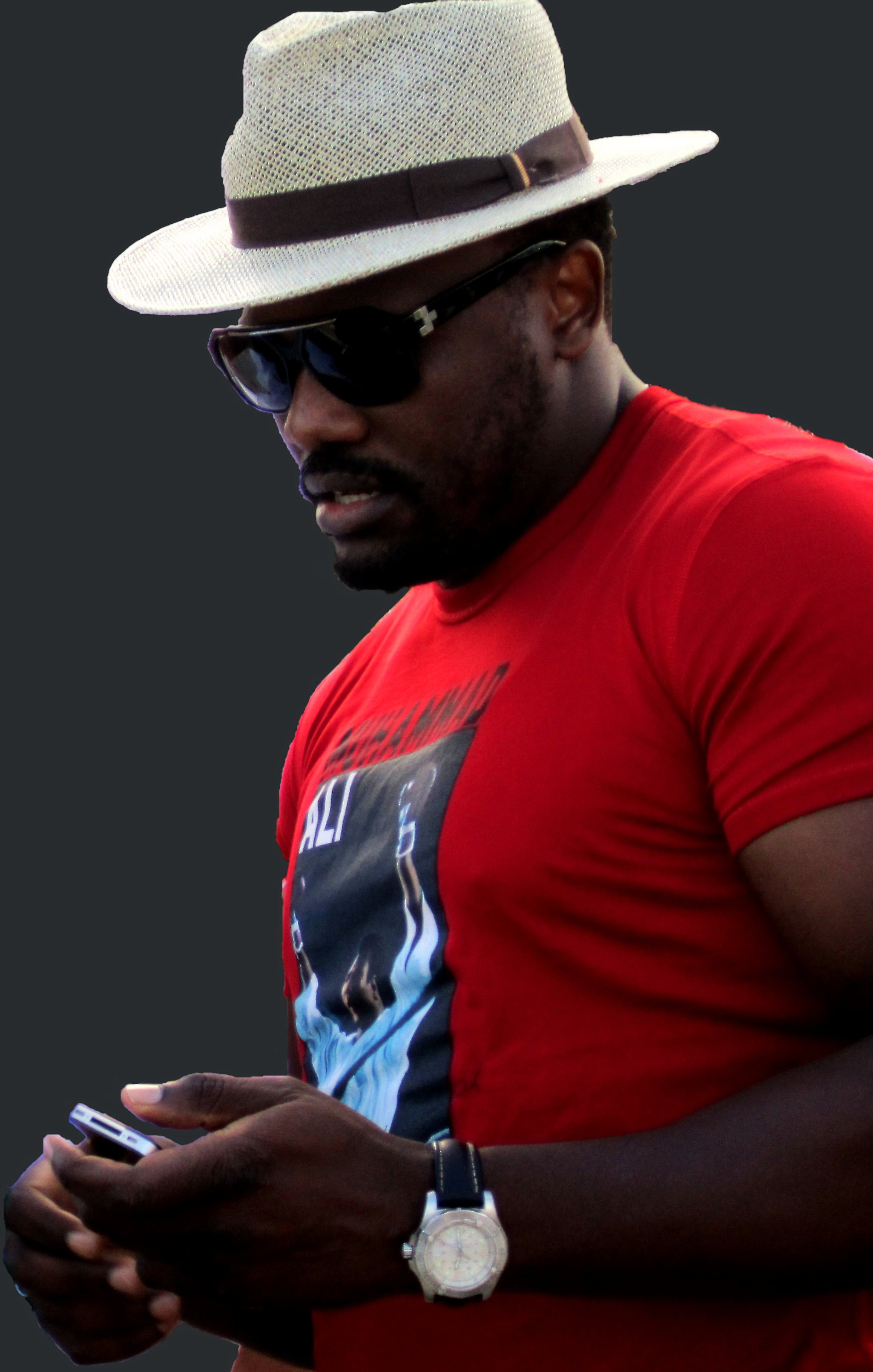
Dereck Chisora (* 1983)

- Chissamitdinowa, Firdaus Gilmitdinowna (1950–2023), sowjetische bzw. russisch-baschkirische Linguistin, Turkologin, Hochschullehrerin und Politikerin
- Chissamutdinow, Schamil Schamschatdinowitsch (* 1950), sowjetischer Ringer
- Chissano, Joaquim Alberto (* 1939), mosambikanischer Politiker, Staatspräsident von Mosambik (1986–2005)
- Chissell, Joan Olive (1919–2007), britische Schriftstellerin und Musikkritikerin
- Chissin, Chaim (1865–1932), Arzt und BILU-Pionier
- Chisu (* 1982), finnische Musikerin und Songwriterin
- Chisu, Corneliu (* 1949), kanadischer Politiker
- Chisum, Gloria (* 1930), US-amerikanische Psychologin und Hochschullehrerin
- Chisum, John (1824–1884), US-amerikanischer RinderbaronJohn Chisum (1824–1884)

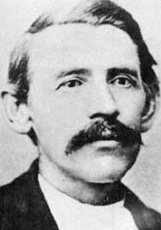
John Chisum (1824–1884)

### Chit
- Chit Phumisak (1930–1966), thailändischer Intellektueller und Autor
- Chițac, Mihai (1928–2010), rumänischer Militär und Politiker
- Chitalada, Sot (* 1962), thailändischer Boxer im Fliegengewicht
- Chitalu, Godfrey (1947–1993), sambischer Fußballspieler und -trainer
- Chitaroni, Mario (* 1967), italo-kanadischer Eishockeyspieler
- Chitchai Wannasathit (* 1946), thailändischer Politiker
- Chitchanok Pulsabsakul (* 1993), thailändische Gewichtheberin
- Chitchian, Hamid, iranischer Politiker
- Chitepo, Herbert (1923–1975), afrikanischer Jurist und Politiker
- Chitepo, Victoria (1928–2016), simbabwische Politikerin, Aktivistin und Lehrerin
- Chițescu, Marian (* 1971), rumänischer Bobsportler
- Chithravel, Praveen (* 2001), indischer Dreispringer
- Chiti, Bwalya Stanley Kasonde (* 1954), sambischer Diplomat und Politiker
- Chiti, Carlo (1924–1994), italienischer Konstrukteur von Rennsportwagen und -motoren
- Chiti, Chiara (* 1987), italienische Schauspielerin
- Chiti, Gian Paolo (* 1939), italienischer Komponist
- Chiti, Girolamo (1679–1759), italienischer Komponist
- Chiti, Ugo (* 1943), italienischer Drehbuchautor und Filmregisseur
- Chitipat Kaeoyos (* 2003), thailändischer Fußballspieler
- Chitipat Tanklang (* 1991), thailändischer Fußballspieler
- Chitiva, Andrés (* 1979), kolumbianischer Fußballspieler
- Chitkhokkruad, Prangthip (* 2001), thailändische Hochspringerin
- Chitnis, Chetan Eknath (* 1961), indischer Wissenschaftler auf dem Gebiet der Malariaforschung
- Chitnis, Leela (1909–2003), indische Schauspielerin
- Chitnis, Pratap, Baron Chitnis (1936–2013), britischer Manager und Life Peer
- Chitolina, Vital (* 1954), brasilianischer Ordensgeistlicher, römisch-katholischer Bischof von Diamantino
- Chitotela, Ronald Kaoma (* 1972), sambischer Politiker
- Chitou, Rachad (* 1976), beninischer Fußballspieler
- Chitou, Shafiq (* 1985), beninischer Boxer, Olympiateilnehmer
- Chitow, Panajot (1830–1918), bulgarischer Revolutionär, Woiwode, Freiheitskämpfer
- Chitpanya Tisud (* 1991), thailändischer Fußballspieler
- Chitra, P. U. (* 1995), indische Leichtathletin
- Chitre, Dilip (1938–2009), indischer Schriftsteller, Maler und Regisseur
- Chitrin, Juri (1946–2004), kasachischer Jurist
- Chitrow, Sofron Fjodorowitsch († 1756), russischer Marine-Offizier, Polarforscher und Kartograf
- Chitruk, Fjodor Saweljewitsch (1917–2012), russischer Animator, Filmregisseur und Drehbuchautor
- Chitsala, Kefasi (* 1994), malawischer Leichtathlet
- Chitsanuphong Phimpsang (* 2002), thailändischer Fußballspieler
- Chitsulo, Cornelius (1909–1984), malawischer Geistlicher, Bischof von Dedza
- Chitsulo, Daniel (* 1983), malawischer Fußballspieler
- Chitsulo, Joyce, malawische Politikerin
- Chittell, Chris (* 1948), britischer Schauspieler
- Chittenden, Khan (* 1983), australischer Schauspieler
- Chittenden, Martin (1763–1840), US-amerikanischer Politiker und Jurist
- Chittenden, Russell Henry (1856–1943), US-amerikanischer Physiologe und Chemiker (Physiologische Chemie)
- Chittenden, Simeon B. (1814–1889), amerikanischer Politiker
- Chittenden, Thomas (1730–1797), englisch-amerikanischer Staatsmann und Gouverneur des US-Bundesstaates Vermont
- Chittenden, Thomas C. (1788–1866), US-amerikanischer Jurist und Politiker
- Chittick, William (* 1943), US-amerikanischer Religionswissenschaftler
- Chittilapilly, Paul (1934–2020), indischer Geistlicher, syro-malabarischer Bischof von Thamarasserry
- Chittison, Herman (1908–1967), US-amerikanischer Jazz-Pianist
- Chittister, Joan (* 1936), US-amerikanische benediktinische Ordensschwester, Autorin, Vortragsreisende und Friedensaktivistin
- Chittka, Lars (* 1963), deutscher Biologe und Entomologe
- Chittooparambil, José (* 1954), indischer Geistlicher, Bischof von Rajkot
- Chittussi, Antonín (1847–1891), tschechischer Maler
- Chitty, Gritakumar E. (* 1939), sri-lankischer Jurist, leitender Urkundsbeamter des Internationalen Seegerichtshofs (1996–2001)
- Chitty, Letitia (1897–1982), englische Ingenieurin
- Chitty, Maureen (* 1947), britische Weitspringerin
- Chițu, Andreea (* 1988), rumänische Judoka
- Chițu, Aurelian (* 1991), rumänischer Fußballspieler
- Chitunda, Jeremias (1942–1992), angolanischer PolitikerJeremias Chitunda (1942–1992)

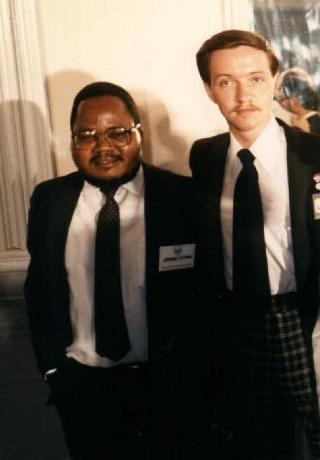
Jeremias Chitunda (1942–1992)

- Chitundu, Avell (* 1997), sambische Fußballspielerin
- Chituwo, Brian (* 1947), sambischer Politiker, Minister für Wissenschaft und Technik von Sambia
- Chitvilaphon, Xaysana (* 2002), laotischer Fußballspieler
- Chitwood, Joie (1912–1988), US-amerikanischer Rennfahrer
- Chitwood, Zachary (* 1983), US-amerikanischer Byzantinist
- Chitz, Arthur (1882–1944), Musikwissenschaftler

### Chiu
- Chiu Ping-kun (* 1964), taiwanischer Bogenschütze
- Chiu, Chi-ling (* 1943), chinesischer Schauspieler und Kampfkunst-Großmeister
- Chiu, Ching-Yu Sergio (* 2006), chinesischer Fußballspieler
- Chiu, David (* 1960), amerikanisch-chinesischer Pokerspieler
- Chiu, Frederic (* 1964), US-amerikanischer Pianist
- Chiu, Huichi (* 1978), taiwanische Schauspielerin
- Chiu, Kim (* 1990), chinesisch-philippinische Schauspielerin und Model
- Chiu, Rebecca (* 1978), chinesische Squashspielerin (Hongkong)
- Chiu, Richard (* 1991), US-amerikanischer Schauspieler und Filmschaffender
- Chiu, Vinson (* 1998), US-amerikanischer Badmintonspieler
- Chiudinelli, Marco (* 1981), Schweizer Tennisspieler
- Chiuffa, Fábio (* 1989), brasilianischer Handballspieler
- Chiujdea, Ciprian (* 2001), rumänischer Schauspieler
- Chiume, Connie (1952–2024), südafrikanische FilmschauspielerinConnie Chiume (1952–2024)

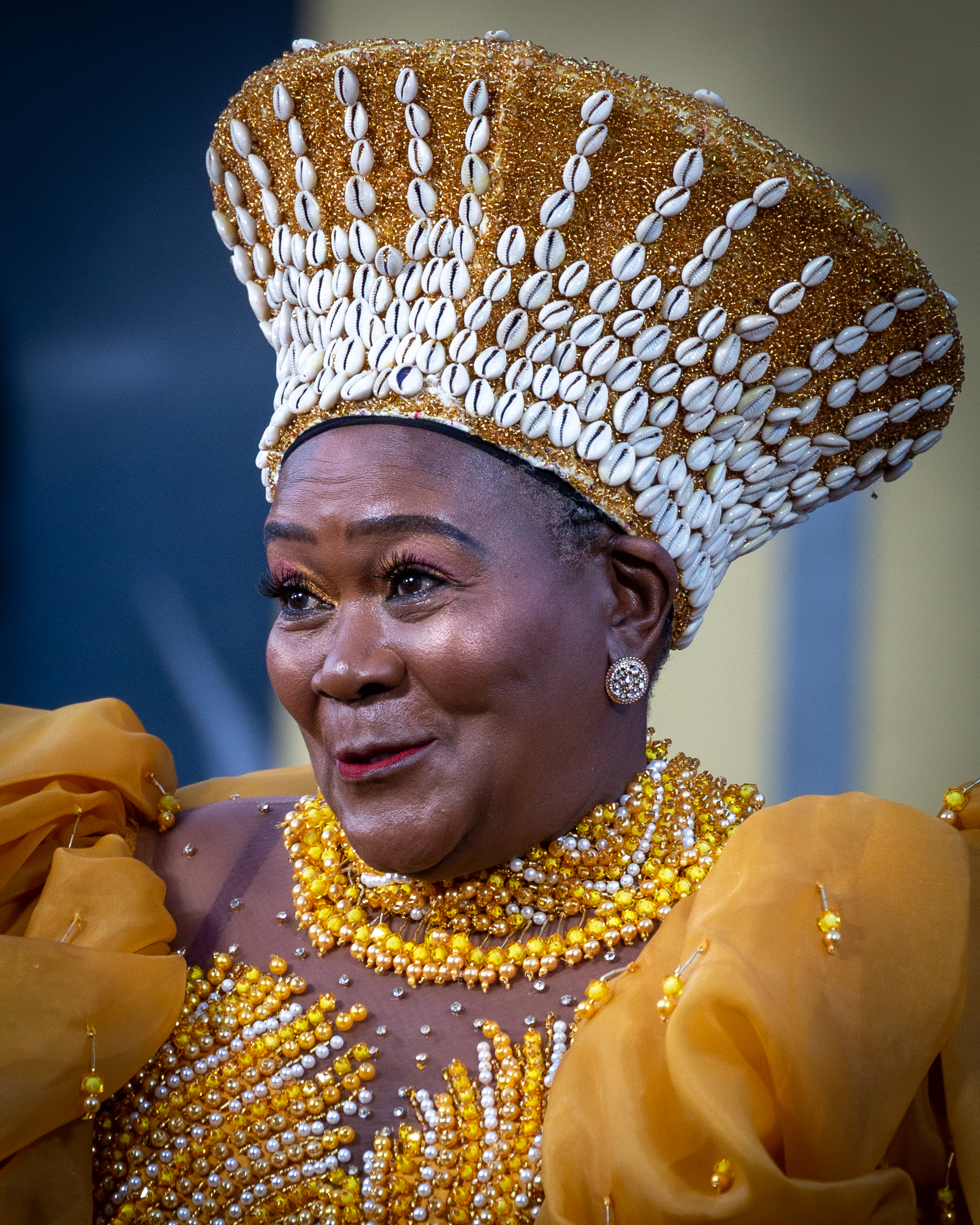
Connie Chiume (1952–2024)

- Chiume, Ephraim (* 1953), malawischer Politiker
- Chiume, Kanyama (1929–2007), malawischer Politiker
- Chiumento, Luca (* 1997), italienischer Ruderer
- Chiumiento, Davide (* 1984), Schweizer Fußballspieler
- Chiurai, Kudzanai (* 1981), simbabwisch-südafrikanischer Fotograf, Maler Grafiker und Filmschaffender
- Chiuri, Maria Grazia (* 1964), italienische Modedesignerin
- Chiusi, Tiziana J. (* 1959), italienische Rechtswissenschaftlerin und Hochschullehrerin
- Chiusi-Maler, attisch-schwarzfiguriger Vasenmaler
- Chiuso, Cristina (* 1973), italienische Schwimmerin

### Chiv
- Chiva, Isac (1925–2012), rumänisch-französischer Sozialanthropologe
- Chivaaree, Vachirawit (* 1997), thailändischer Schauspieler, Sänger, Moderator und Model
- Chivak, Usto Kanlandar, Baumeister im Khanat Chiwa
- Chivall, Ulli, deutscher Schauspieler
- Chivás, Silvia (* 1954), kubanische Leichtathletin
- Chivers, Anthony (1920–2015), britischer Langstreckenläufer
- Chivers, Joe (* 1951), britischer Sprinter
- Chivers, Martin (* 1945), englischer Fußballspieler
- Chivers, Thomas Holley (1809–1858), US-amerikanischer Dichter
- Chivers, Warren (1914–2006), US-amerikanischer Skilangläufer und Nordischer Kombinierer
- Chividini, Alberto (1907–1961), argentinischer Fußballspieler
- Chivington, John M. (1821–1894), US-amerikanischer Offizier
- Chivu, Cristian (* 1980), rumänischer Fußballspieler und -trainerCristian Chivu (* 1980)

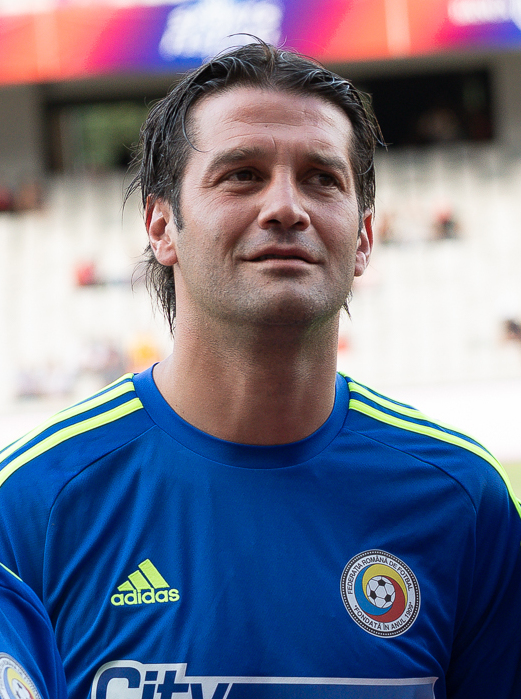
Cristian Chivu (* 1980)

- Chivulescu, Alina (* 1974), rumänische Schauspielerin
- Chivulescu, Vasile (1929–1998), rumänischer Politiker (PCR) und Diplomat
- Chivuta, Noah (* 1983), sambischer Fußballspieler

### Chiw
- Chiwawa, Edward (1935–2022), simbabwischer Bildhauer
- Chiweshe, Stella (1946–2023), simbabwische Musikerin und Heilerin

### Chiy
- Chiya, Freedom (* 1979), südafrikanischer Beachvolleyballspieler
- Chiyonofuji Mitsugu (1955–2016), japanischer Sumōringer und 58. YokozunaChiyonofuji Mitsugu (1955–2016)

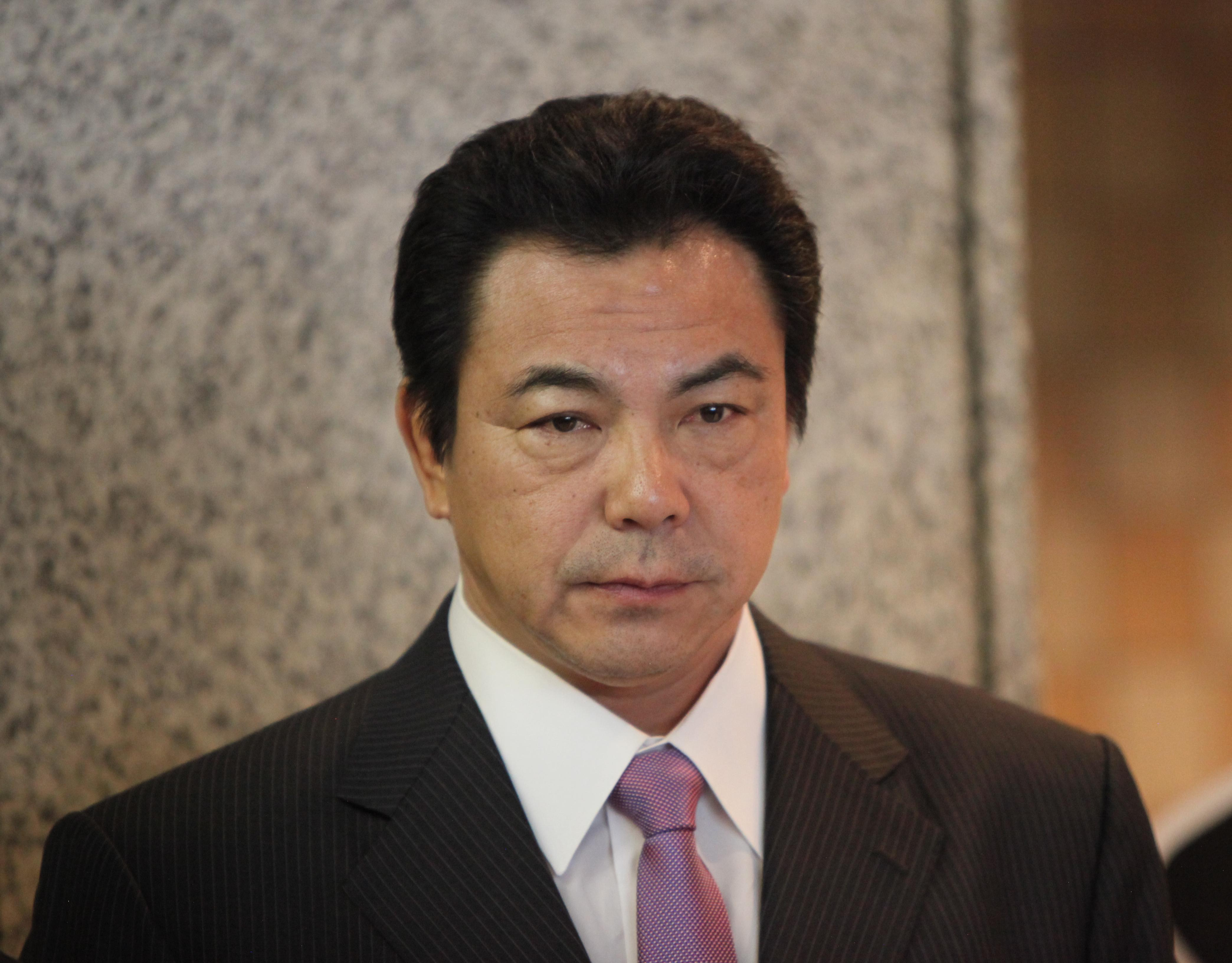
Chiyonofuji Mitsugu (1955–2016)

- Chiyotaikai, Ryūji (* 1976), japanischer Sumōringer
- Chiyotanda, Mitsuru (* 1980), japanischer Fußballspieler

### Chiz
- Chizallet, David (* 1979), französischer Kameramann
- Chizhik, Leonid (* 1947), russischer Musiker
- Chiziane, Paulina (* 1955), mosambikanische Schriftstellerin
- Chizoba, Christopher (* 1991), nigerianischer Fußballspieler
- Chizumila, Tujilane (* 1953), malawische Juristin
- Chizzo, Bruno (1916–1969), italienischer Fußballspieler
- Chizzola, Giacomo (1502–1586), italienischer Humanist und Gelehrter
- Chizzola, Giovanni Baptista (1641–1691), Oberst der kaiserlich-habsburgischen Armee
- Chizzola, Hippolito (1522–1565), Regularkanoniker, Prediger